# حديقة الأزهر
حديقة الأزهر هي إحدى أضخم حدائق القاهرة الكبرى وواحدة من أكبر وأجمل حدائق العالم. تقع على مساحة 80 فدان كانت تستغل في الماضي كمقلب للقمامة والمخلفات لمدة تزيد علي ألف عام. تم الإعلان عن المشروع في عام 1984 وافتتحت للزائرين في عام 2005 حيث استغرق إنشاؤها أكثر من 7 أعوام بتكلفة إجمالية تزيد على 100 مليون جنيه تحملتها مؤسسة أغاخان للعمارة الإسلامية.
من بين العديد من الجوائز، تم إدراج هذه الحديقة كواحدة من أكبر ستين مكانًا عامًا في العالم بواسطة Project for Public Spaces. تم إنشاء المتنزه بواسطة برنامج دعم المدن التاريخية التابع لـ صندوق الآغا خان للثقافة، وهو كيان تابع لـ شبكة الآغا خان للتنمية. تم تطوير الحديقة بتكلفة تزيد عن 30 مليون دولار، وتمويلها هدية للقاهرة من أغاخان الرابع، سليل الفاطميين خلفاء القاهرة.

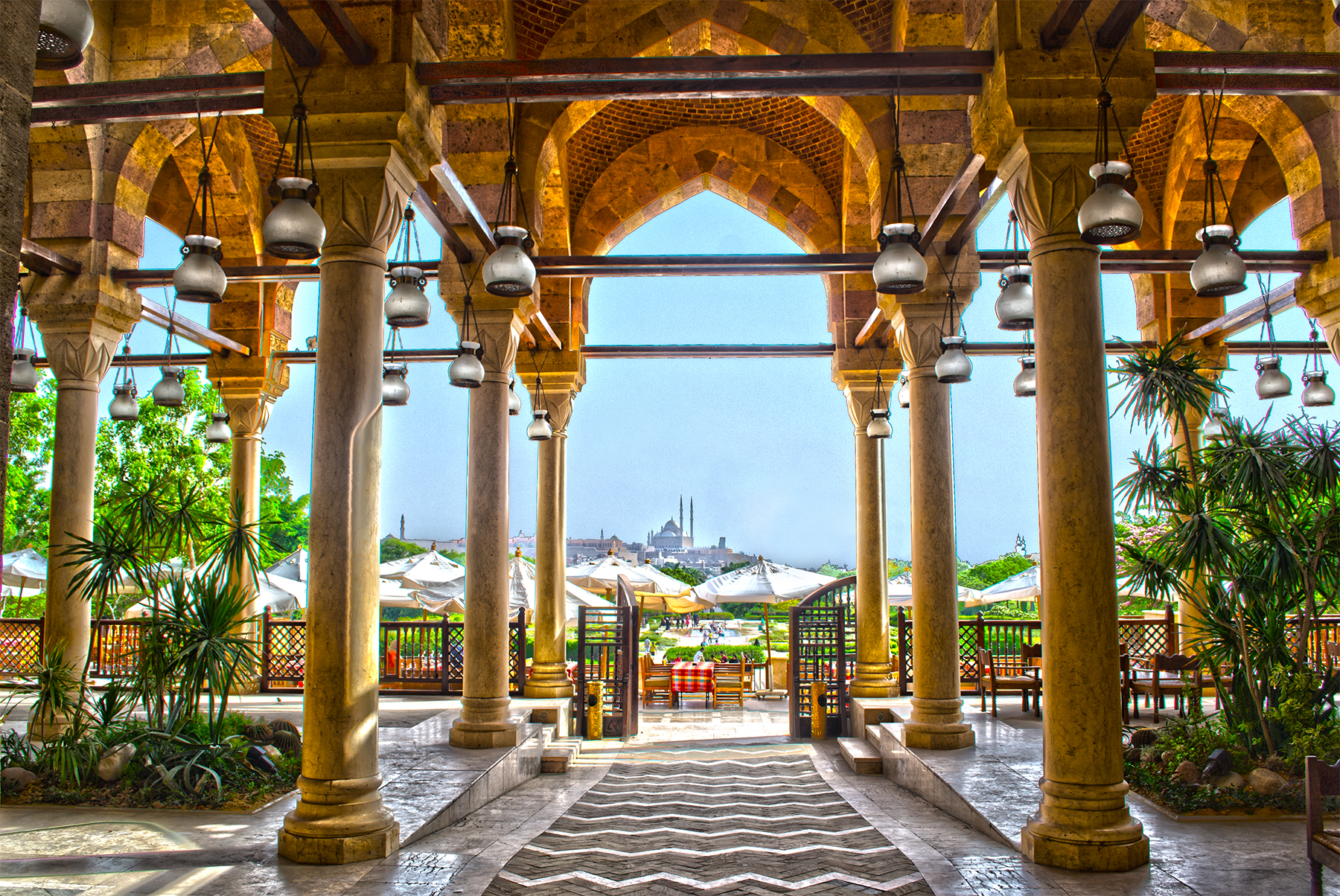
view of مسجد محمد علي من مطعم ستوديو مصر

تضمن مشروع المنتزه، وهو مبادرة حضرية، ما يلي:
- تطوير الحديقة.
- علم الآثار المتضمن لجدار من القرن الثاني عشر الأيوبيين.
- إعادة تأهيل مبنى تاريخي (مسجد أم سلطان شعبان من القرن الرابع عشر، ومجمع خيربك من القرن الثالث عشر، ومدرسة درب شوغلان).
- العديد من مبادرات تحسين جودة الحياة التي تتطلب التدريب على المهارات، وإعادة تأهيل المنطقة، والتمويل الأصغر، والدعم في مجالات الصحة والتعليم، من بين أمور أخرى.

## موقعها
تقع على الجانب الغربي من الحديقة المدينة الفاطمية القديمة وامتدادها درب الأحمر، بثروتهما من المساجد، والأضرحة، ومزينه بخط طويل من المآذن، إلى الجنوب يقع مسجد السلطان حسن وما يحيطه، بالإضافة إلى قلعة صلاح الدين الأيوبي، كانت هذه المنطقة بالفعل في حاجه إلى مساحه خضراء مفتوحه. إن التلة المقام عليها الحديقة توفر منظر مرتفع للمدينة، وتعطي مشهد بانورامي رائع ب 360 درجه للمناظر الجذابة من القاهرة التاريخية.
قبل بدء العمل، كانت الدراسة موقع كبير للقمامة. وكان على العاملون نزع تراكمات من القمامة والحجارة تراكمت على مدى 500 عام، بمواد تقدر بحمولة 80,000 عربه كومت في الموقع عبر القرون، وأثناء تهيئة الموقع تمت العديد من الاكتشافات الهائلة.
تضمنت تلك الاكتشافات اكتشاف سور المدينة الأيوبية والذي يعود للقرن الثاني عشر في عهد صلاح الدين، بالإضافة إلى العديد من الأحجار الثمينة بكتابات هيروغليفية. تلك الأحجار الأقدم، والتي تصل أطوال بعضها إلى متر واحد، تم استخدامها في بناء سور صلاح الدين. ولكي يتم كشف السور الذي دفن عبر الزمن كان لابد من الحفر لعمق 15 متر، 1.5 كيلومتر من السور بأبراجه وشرفاته غير المأذيه، ظهرت بكل روعتها. وقد قام بتصميمها المهندس ماهر ستينو (مصري)، وقام بالتنفيذ شركات مصرية بكفاءات مصرية.

## حدائق منتزه الأزهر
في عام 1984، كان الآغا خان الرابع يزور القاهرة لحضور مؤتمر. من شرفة الفندق. كانت تلة الدراسة ((بالعربية:  هضبة الدراسة)) مرئية: حُطام وأنقاض تراكمت خلال 500 عام. قرر التدخل وتقديم تلك المنطقة من العصور الوسطى من خلال برنامج دعم المدن التاريخية الهدية التي تشتد الحاجة إليها من واحة في هذه الصحراء الحضرية. تم تخصيص مبلغ 30 مليون دولار للمشروع ووضع بيد مؤهلة من مكتب العمارة والعمران المحلي: سايتس إنترناشونال.
طرح الموقع عدة تحديات فنية؛ نصف ألف عام من الحطام كان في متناول اليد. بدأت أعمال الحفر والتسوية والاستبدال بالردم المناسب عام 1992.
«تم إخراج أكثر من 765000 متر مكعب من المتنزه واستخدم 160.000 متر مكعب لملء أماكن أخرى بالموقع. وتعرض 605000 متر مكعب أخرى للمعالجة الجيوتقنية (الغربلة والغسيل وما إلى ذلك) وخلطها مع 60.000 متر مكعب من الرمال الخاصة والتربة السطحية لتمكين الموقع المراد تغطيته بطبقة من التربة» الجيدة «من عمق 0.5 إلى 2.0 متر وتم نقل إجمالي 1.5 مليون متر مكعب من الركام والتربة وهو ما يمثل أكثر من 80000 شاحنة.»
بينما كان المصممون يتعاملون مع الصعوبات الفنية في متناول اليد التي تفرضها التضاريس والتربة، تقدم الحكومة قيدًا إضافيًا غير متوقع في منتصف الطريق خلال العملية: كان من المقرر دمج ثلاثة صهاريج في التضاريس لتحسين إمدادات المياه الصالحة للشرب لمدينة القاهرة. كان لا بد من مقاطعة الأعمال ومراجعة التصميم لدمج العناصر الثلاثة الجديدة.
تم بعد ذلك تصميم المخطط الجديد المنقح للحديقة بعناية وفقًا لمنظر التل وخزانات المياه الثلاثة الجديدة. وهي مقسمة بشكل أساسي إلى خمسة أقسام وفقًا لميل المنحدر، مما يترك لنا: تلالان (جنوبي وشمالي)، وتضاريس متدحرجة إلى الشرق، ومنطقة مسطحة شمالًا ومنحدرًا غربيًا شديد الانحدار.
أصر المصممون على دمج تقاليد المناظر الطبيعية الإسلامية التقليدية في تصميمهم واختيارهم للمساحات الخضراء، وبالتالي السماح لتدفق الماضي للمدينة بالعودة إلى الحياة. تم الحفاظ على التقاليد والإرث التاريخي:
يمكن رؤية هذا الإرث في مجموعة متنوعة من الأساليب من فترات مختلفة ومناطق مختلفة. ينعكس ذلك في مساحات البستان الشبيهة بالبستان، ومناطق الجلوس المظللة (التختبوش) والقناطر الفاطمية المستخدمة في تشييد مباني المنتزهات، من بين عناصر أخرى. تنعكس العناصر الفارسية والتيمورية أيضًا في قنوات المياه والنوافير.
يجد النيل، رمز مصر والقاهرة، مكانًا أيضًا في المشروع الجديد حيث تم تصميم النهر لتغذية برك المياه في الحديقة. تم اختيار المزرعة بعناية أيضًا، وفقًا للمناظر الطبيعية ونوعية التربة. تم إجراء العديد من الاختبارات في الجامعة الأمريكية بالقاهرة التي عرضت المشتل الخاص بها لتكاثر نباتات الحديقة للتأكد من اتخاذ الخيارات المناسبة للمناخ.
افتتحت حدائق الأزهر للجمهور عام 2005، وهي تذكرنا بالحدائق التاريخية، مع مزيج من العناصر الحديثة والتقليدية. تم دمج الحدائق الرسمية ذات المدرجات المركزية، والاستخدام المؤكد للنافورات، والأعمال الحجرية متعددة الألوان، والحدائق الغارقة، والممرات المائية المتقاطعة، والهندسة الإسلامية الجريئة في تصميم موقع معاصر. تقع المقاهي عند المدخل، ويتم ترتيب ساحات اللعب والإطلالات الخلابة على طول المسارات المنحنية. الموقع مدعوم بخزان تم إنشاؤه للمشروع.

### ترميم السور الأيوبي

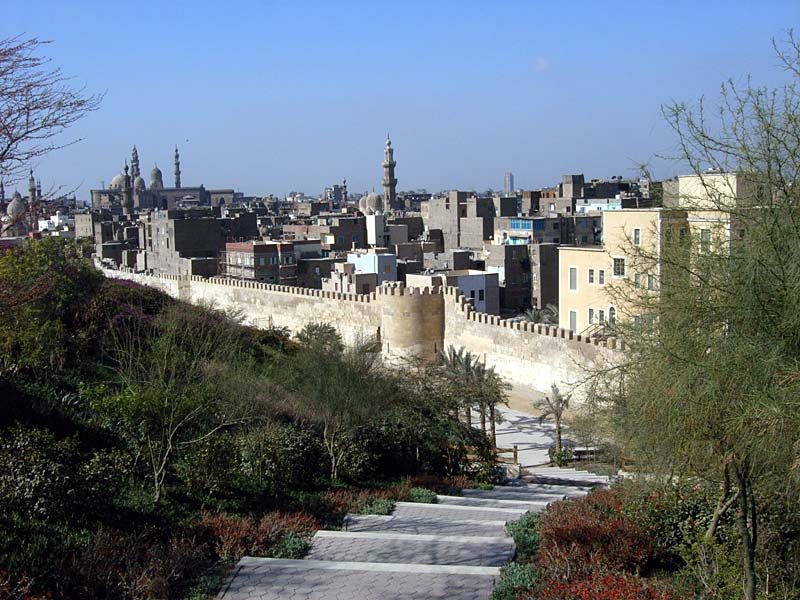
الجدار الأيوبي في حديقة الأزهر بالقاهرة

بينما كانت الحفريات لا تزال جارية، تم اكتشاف كنز تحت جبال القمامة: جدار على عمق 15 مترًا وقسم 1.5 كيلومتر. تم الكشف عن سور وأبراج الأيوبيين التاريخية المنسية بكامل روعتها. سرعان ما أصبح من الواضح أن الجوهرة الجديدة المكشوفة لا يمكن فصلها عن مشروع الحديقة. تعرض الجدار الحجري المدفون على مدى قرون لأشكال مختلفة من التدهور مثل التقشر والتجزئة.
«يشكل الجزء من الجدار قطعة موحدة من البناء. ويتألف من عدد قليل من العناصر المتكررة، مثل الأبراج ذات الواجهات الدائرية والجدران الستائرية، وهو ثابت في استخدامه للمواد. [...] الجدران مزينة وتتخللها الشقوق، شقوق السهم، السلالم والغرف.» من بين المباني التي تم الكشف عنها وترميمها بوابتان شرقيتان سابقتان للمدينة: باب البرقية وباب المحروق.

### تنشيط الدرب الأحمر
كشف الستار عن السور الأيوبي سلط الضوء على المنطقة المجاورة الدرب الأحمر. كان سكان المنطقة، وهي واحدة من أفقر سكان القاهرة، يفتقرون إلى خدمات الصرف الصحي الملائمة وجمع القمامة بسبب موقعهم المجاور لمركب نفايات المدينة القديمة. لكن هذه كانت المشكلة على السطح. كان الدرب الأحمر يعاني من عجز ومتاعب على عدة مستويات. كان الافتقار إلى التعليم والصرف الصحي والنظافة والظروف المعيشية غير الصحية والفقر المدقع من المشكلات الأعمق. مع التحسين الجديد الذي أدخلته الحديقة على المنطقة، أصبح حي الدرب الأحمر الآن في خطر بارز يتمثل في التحسين مما تسبب في تشريد سكانه من خلال مشاريع فاخرة جديدة. تضم المنطقة أيضًا أكثر من 60 معلمًا تاريخيًا تعرضت لضغوط شديدة.
نظرًا لأن مؤسسة AKDC كانت تفتقر إلى التمويل لاحتواء هذا الفصل الجديد من المشروع، فقد أثبت الآغا خان مرة أخرى رشاقة والتزامه بوعده. تم الاتصال بمؤسسات جديدة تقدم تمويلًا تكميليًا (مثل صندوق التنمية المصري السويسري ومؤسسة فورد) لبدء برنامج تنشيط لمنطقة الدرب الأحمر ومواصلة تدفق البرنامج.
أثر برنامج إعادة التأهيل على المنطقة على مستويين: من ناحية الجانب المادي، تم إعادة تأهيل وترميم الآثار التاريخية المهددة بالخطر:
«أعدنا بناء مئذنة جامع ومدرسة أم السلطان شعبان بناءً على أبحاث ودراسات حول المئذنة السابقة التي انهارت خلال زلزال، وأعدنا بنائها لكي نظهر للناس شكلها، من أجل إعادة بنائها. خلق الماضي، الذي قد يضيع إلى الأبد بخلاف ذلك. [...] نحن لا نعيد فقط الآثار، ولكننا نهدف أيضًا إلى جعلها عملية ومفيدة للمستخدمين».
بدأ المشروع بشكل أساسي بثلاثة مبان: مجمع خيربك (النصب المملوكي والعثماني)، وترميم مدرسة درب شغلان لاستخدامها كمقر لشركة تنمية المجتمع ومجمع أم السلطان شعبان. امتدت لاحقًا لتشمل المزيد من المباني والأماكن العامة.
من ناحية أخرى، تم تقديم الجانب غير المادي، وهو مشروع أكثر استدامة يؤثر على السكان لتحفيز النمو الاجتماعي والاقتصادي. أولاً، على الرغم من أن المنطقة مأهولة بأحد أفقر سكان القاهرة، إلا أن الحياة الأسرية ظلت قوية. استمرت الشركات العائلية الصغيرة، بما في ذلك النجارة وصناعة البلاط والحرف الصغيرة الأخرى، في توفير لقمة العيش لجزء من السكان المحليين. تم استخدام هذه الموارد وتضخيمها من خلال البرنامج الذي تم تقديمه: تم تقديم ورش عمل تدريبية وتم إعادة إدخال بعض الحرف المفقودة منذ فترة طويلة (مثل الأرابيسك تقنيات نحت الخشب). كما أوجد المشروع العديد من فرص العمل، على سبيل المثال تم تحويل مشروع ترميم الجدار الأيوبي إلى فرص عمل جماعية حيث تم تعيين جميع القوى العاملة من الدرب الأحمر وتم توفير ورش عمل تدريبية خاصة. كما تم استخدام مهارات النجارة لإنتاج أثاث لحديقة الأزهر. كما شارك المجتمع ككل في الحفاظ على الحديقة وصيانتها. كما تم ترتيب دورات تدريبية أخرى في مجالات الكمبيوتر، وخدمات الهاتف المحمول، وإلكترونيات السيارات، والمهارات المكتبية، وسلع السوق السياحية. وأخيرًا، لاستكمال التنمية الاجتماعية والاقتصادية على المدى الطويل، تم تقديم قروض صغيرة لأكثر من 400 فرد للمساعدة في تطوير أعمالهم. كما تم تقديم البرامج العديدة للسيدات، في الواقع في عام 2008 من 159 فردًا حضروا الدورة التدريبية كانت نسبة 59٪ منهم من النساء. تعد مبادرة تمكين المرأة جانبًا مبتكرًا وإيجابيًا للغاية لهذا المشروع. في الواقع، فإن تأثير مشروع حديقة الأزهر سيحقق بالتأكيد بعض الأهداف الإنمائية للألفية (MDGs) التي حددتها الأمم المتحدة في بداية القرن الحادي والعشرين.
"حقق المشروع المتكامل [تحقيق] ثلاثة من الأهداف الإنمائية للألفية: [...] القضاء على الفقر المدقع من خلال توسيع نطاق الائتمان الصغير وتوليد فرص العمل؛ وضمان الاستدامة البيئية من خلال إعادة التأهيل وزيادة الوعي بالأصول الثقافية والطبيعية؛ وأخيرًا، تعزيز الشراكات والشبكات العالمية / المحلية من خلال تجميع موارد المساهمين.

## الساحة الحضرية ومتحف القاهرة التاريخية

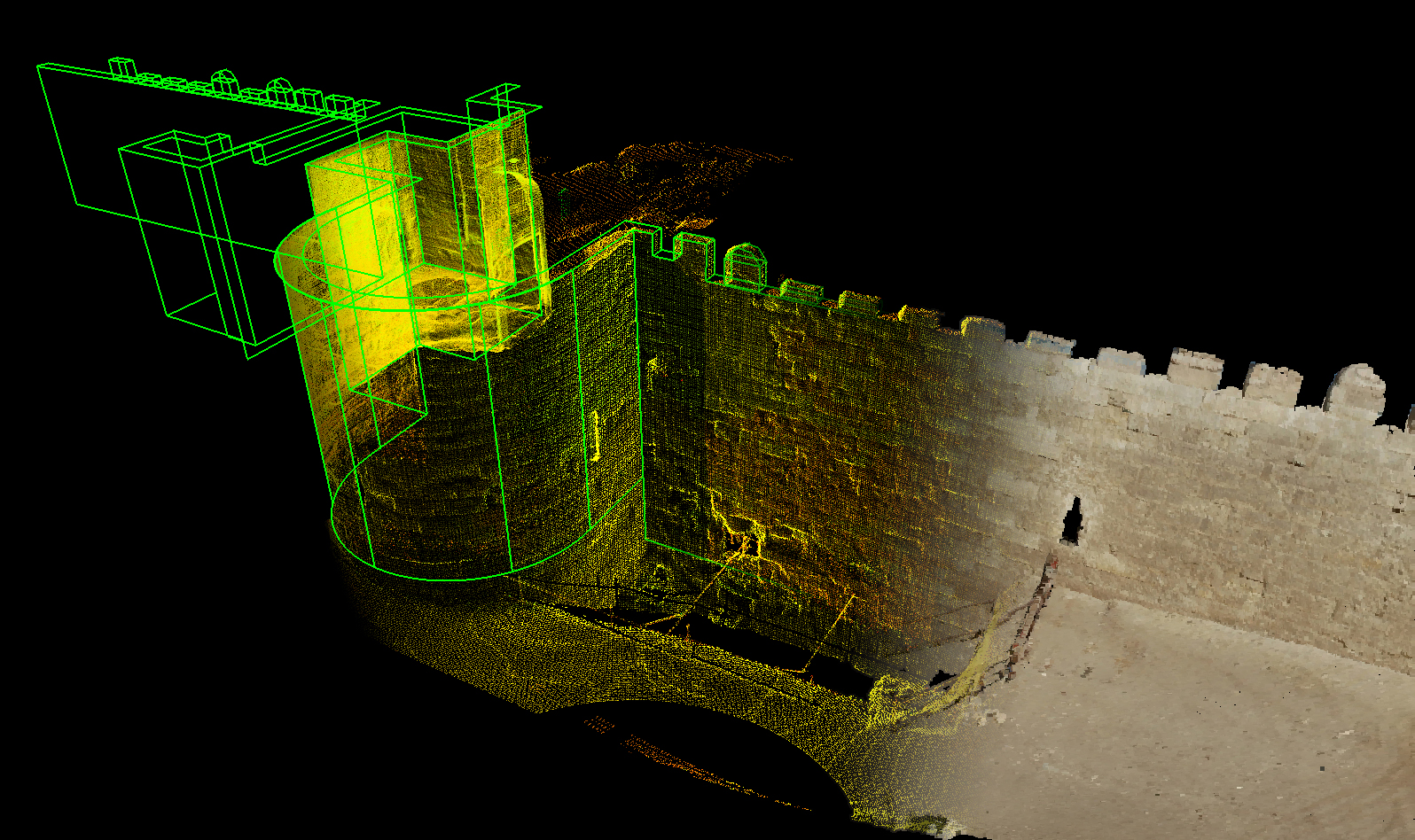
Isometric laser scan صورة بيانات لجزء من الجدار الأيوبي من القرن الثاني عشر على حدود حديقة الأزهر، بما في ذلك باب ال -برقية بوابة

في الطرف الشمالي من الحديقة، يجري تطوير مشروع «أوربان بلازا» والذي سيضم متحف القاهرة التاريخية. سيكون Urban Plaza مركزًا متعدد الاستخدامات مع مواقف للسيارات تحت الأرض ومتاجر ومرافق ثقافية. يتم بناؤه من قبل صندوق الآغا خان للثقافة بالتعاون مع المجلس الأعلى للآثار في مصر.
سيصف المتحف تطور العاصمة مصر القاهرة، 
وإيواء بعض ثروة كبيرة من الفن والتحف من التراث الإسلامي للمدينة التي لا يتم عرضها حاليًا. مع مساحة عرض تبلغ 4000 متر مربع موزعة على طابقين، من المتوقع أن يعرض المتحف 1000 قطعة من فترات تاريخية مختلفة. سيوفر للزوار نظرة ثاقبة للتاريخ الحضري والثقافي والمعماري لقلب القاهرة.
للحفاظ على جميع القطع الأثرية والأعمال الفنية التي سيتم عرضها في المتحف وترميمها، أنشأ الصندوق مختبرًا رئيسيًا للحفظ، والذي يقوم بتدريب الفنيين الشباب في هذا المجال. كما يتم استخدامه لترميم العناصر الفنية والمعمارية الهامة لـ متحف القاهرة للفن الإسلامي.

## معرض صور

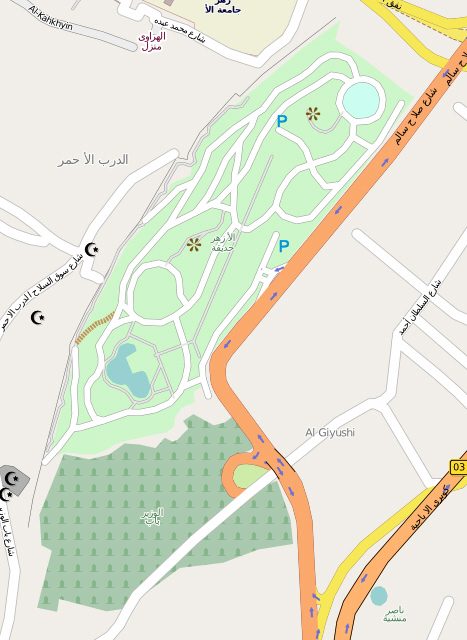
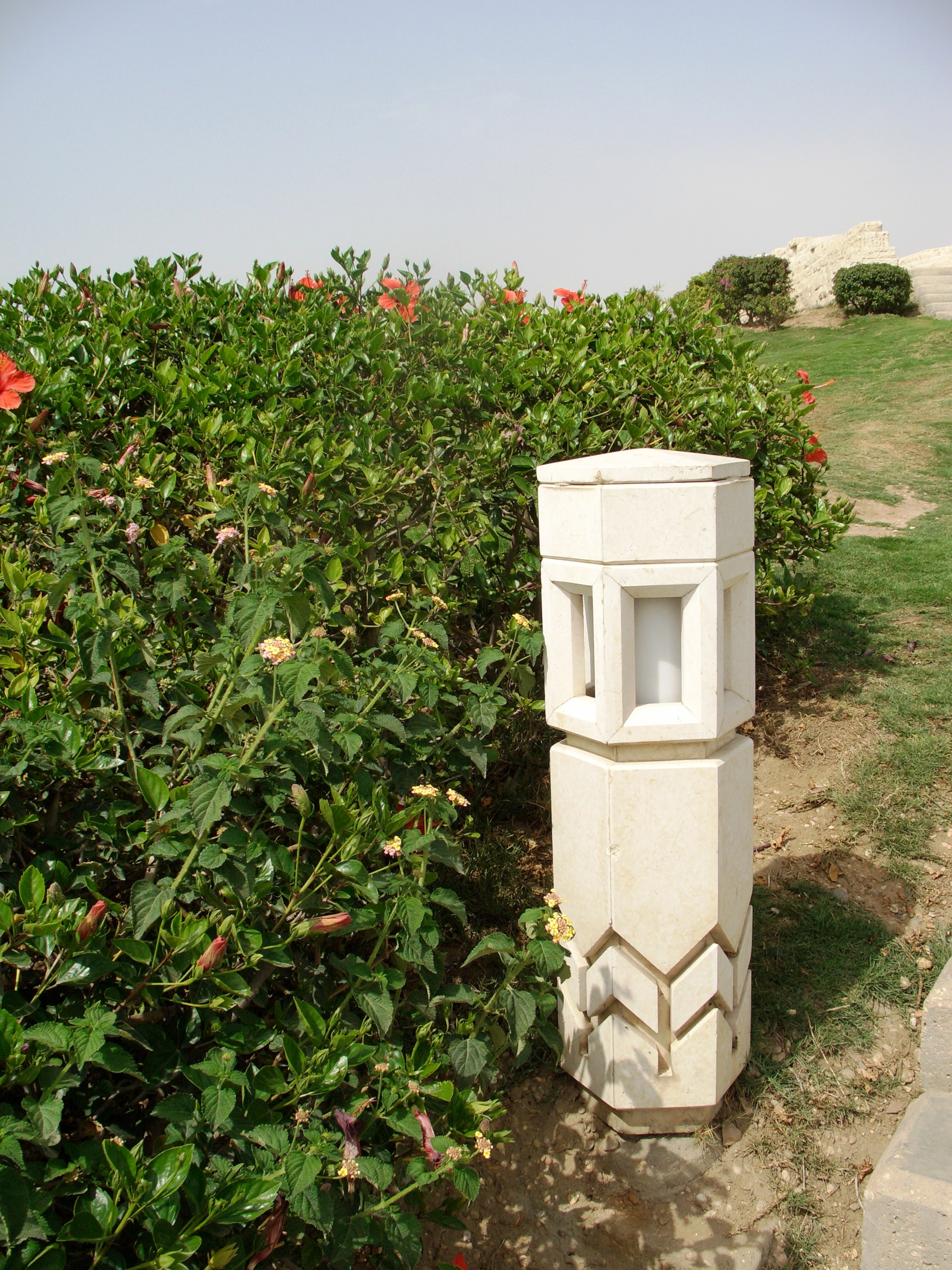
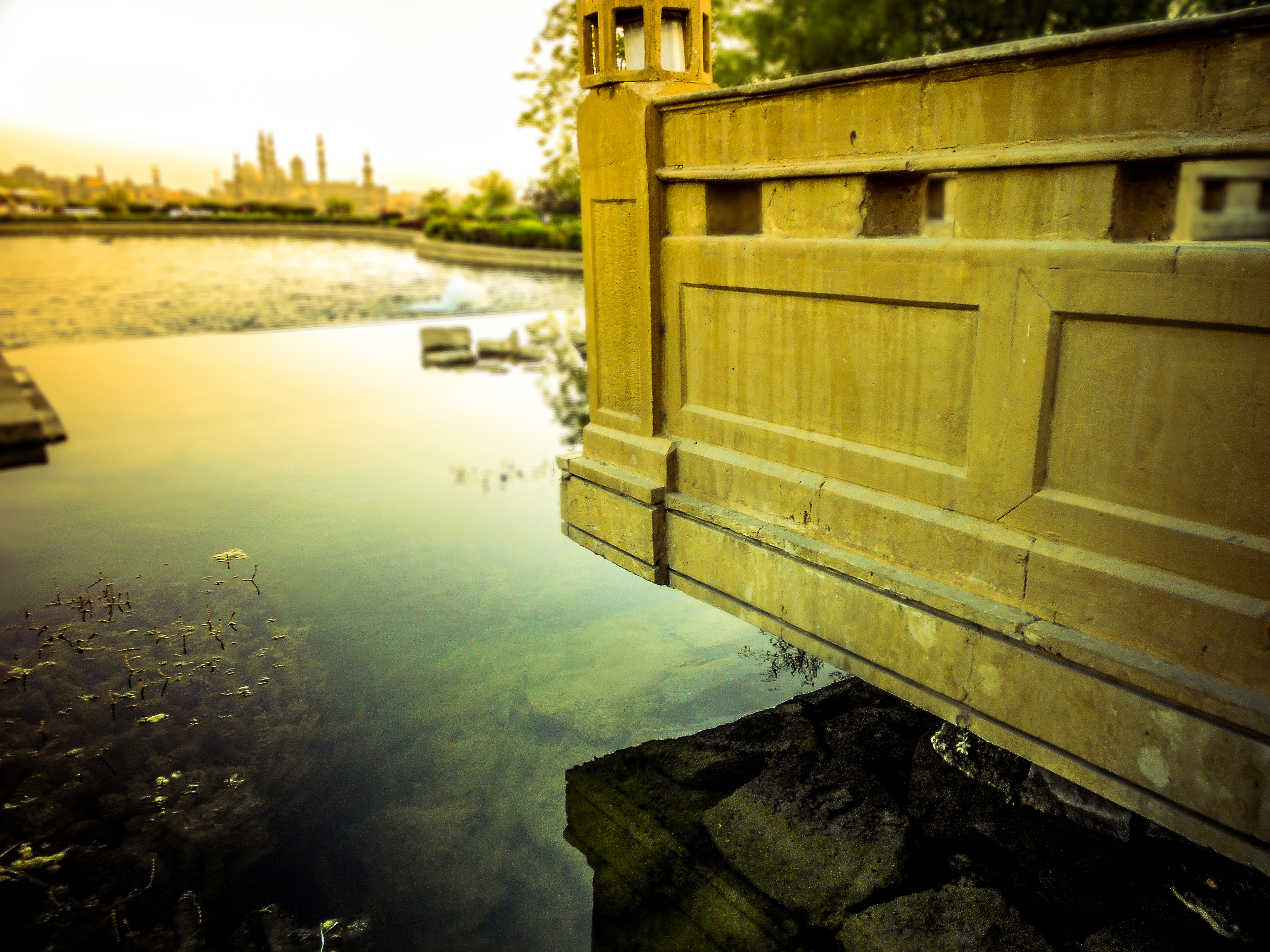
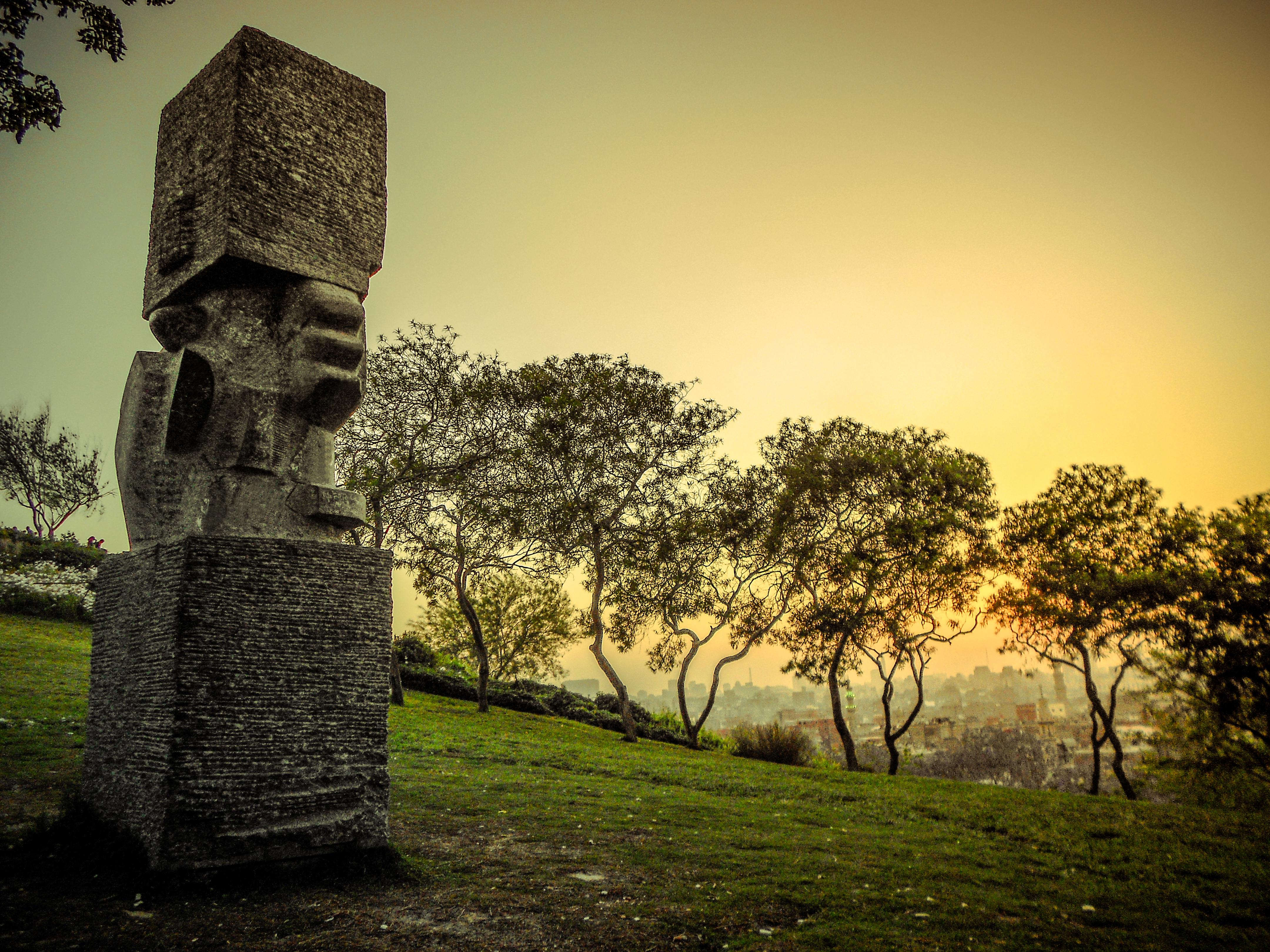
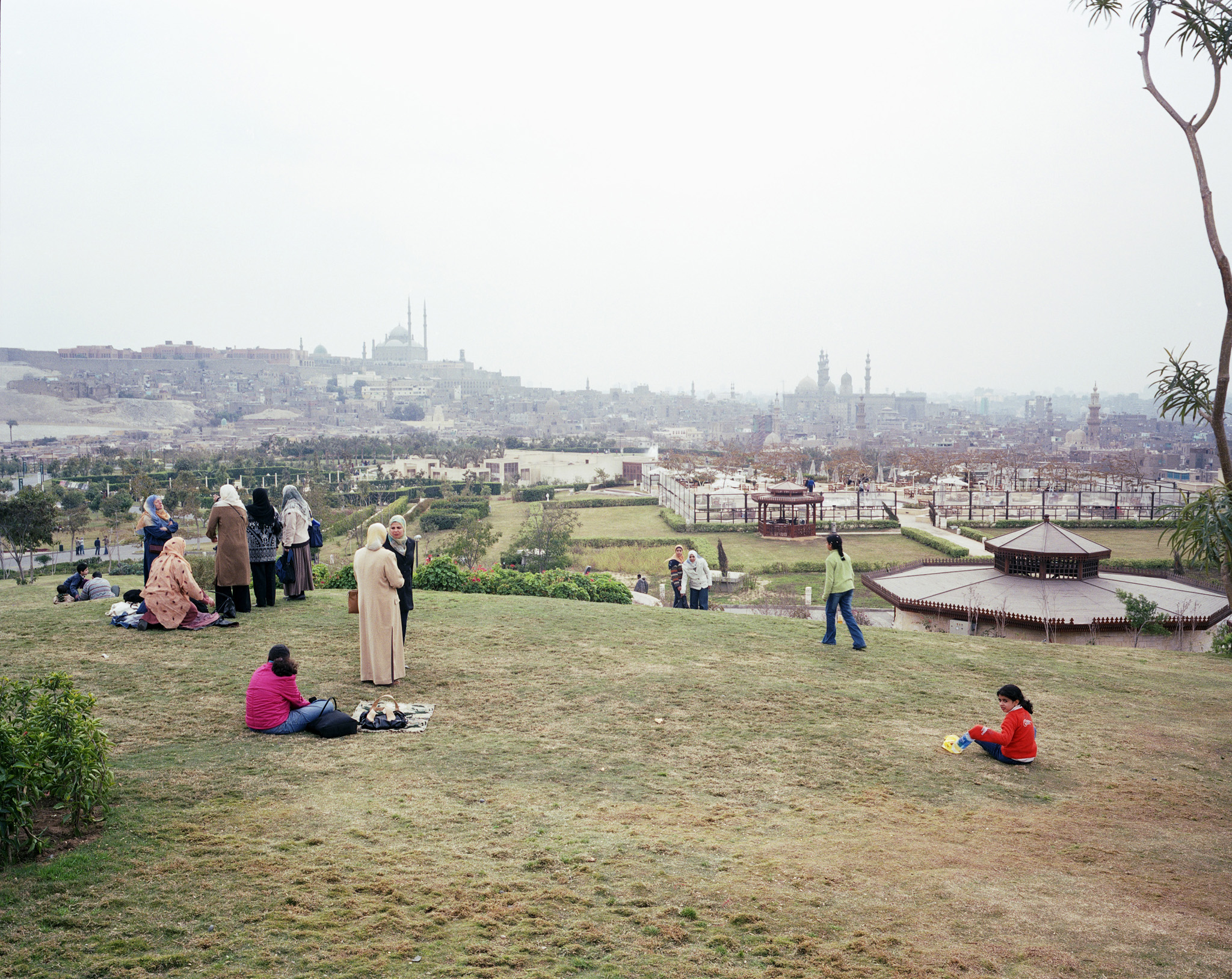
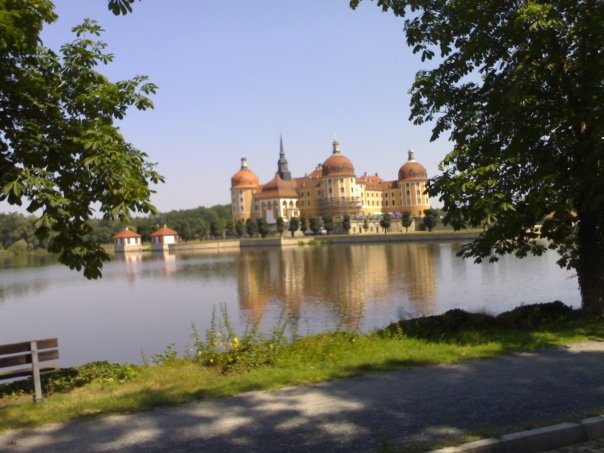
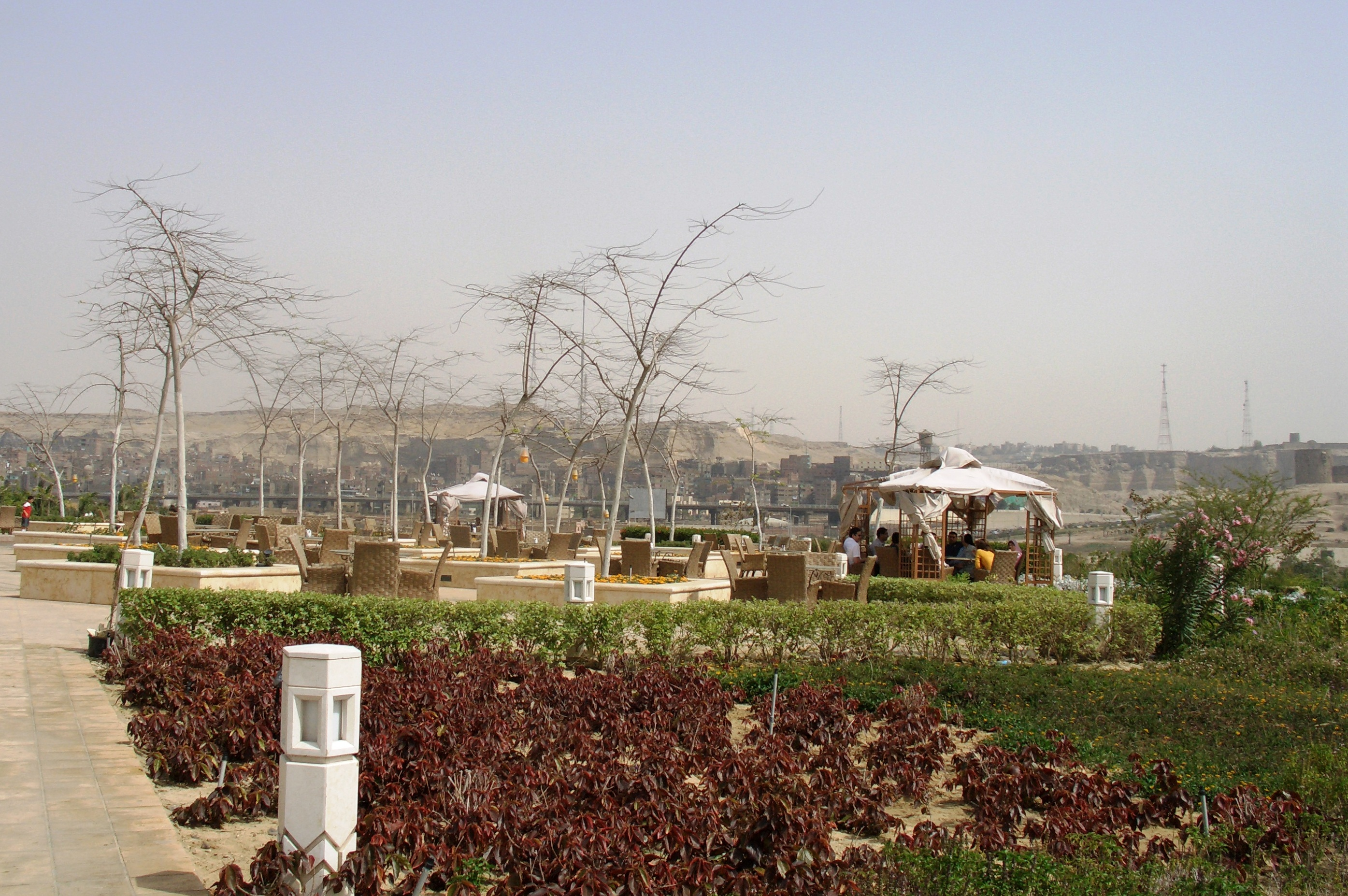
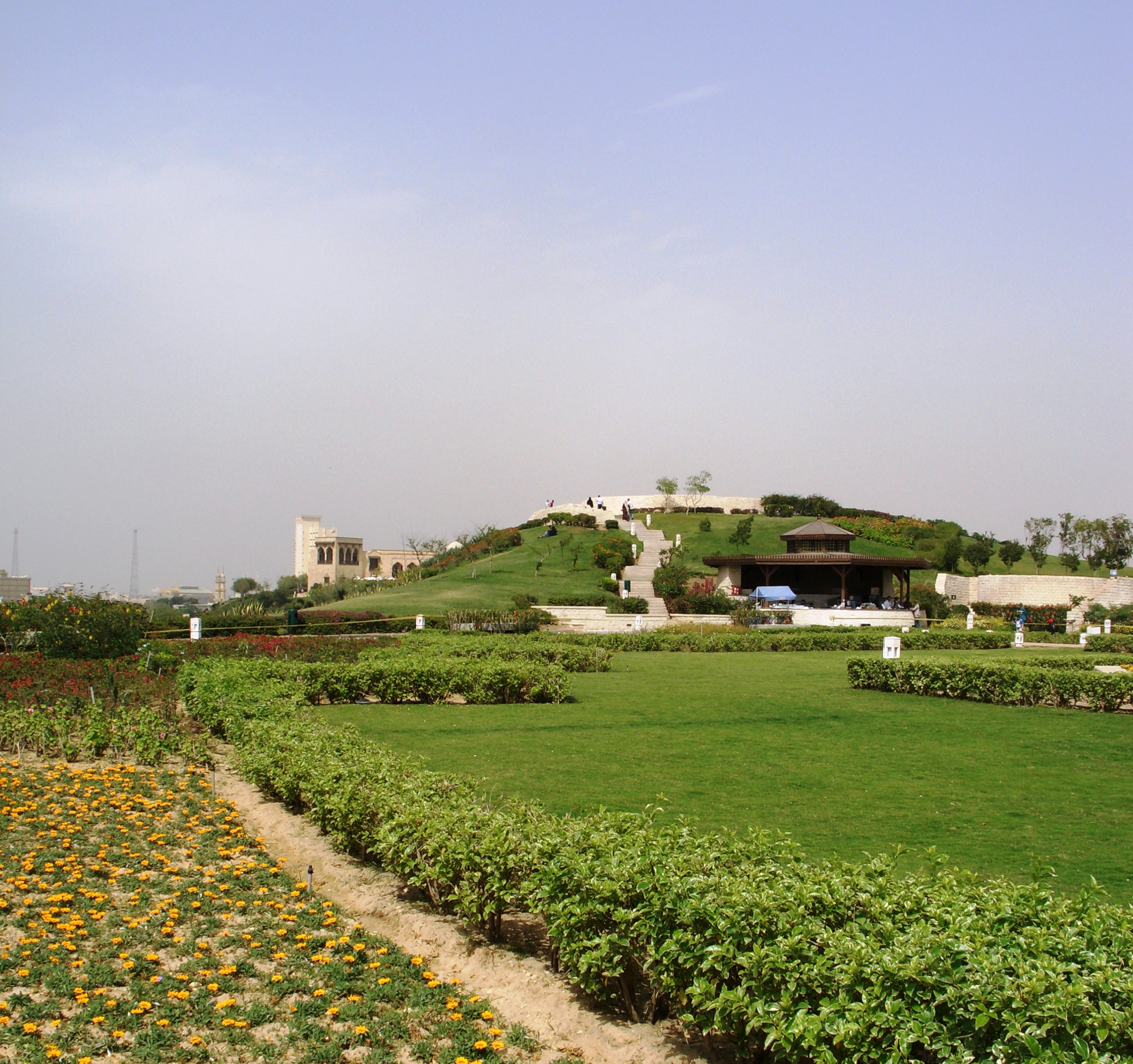
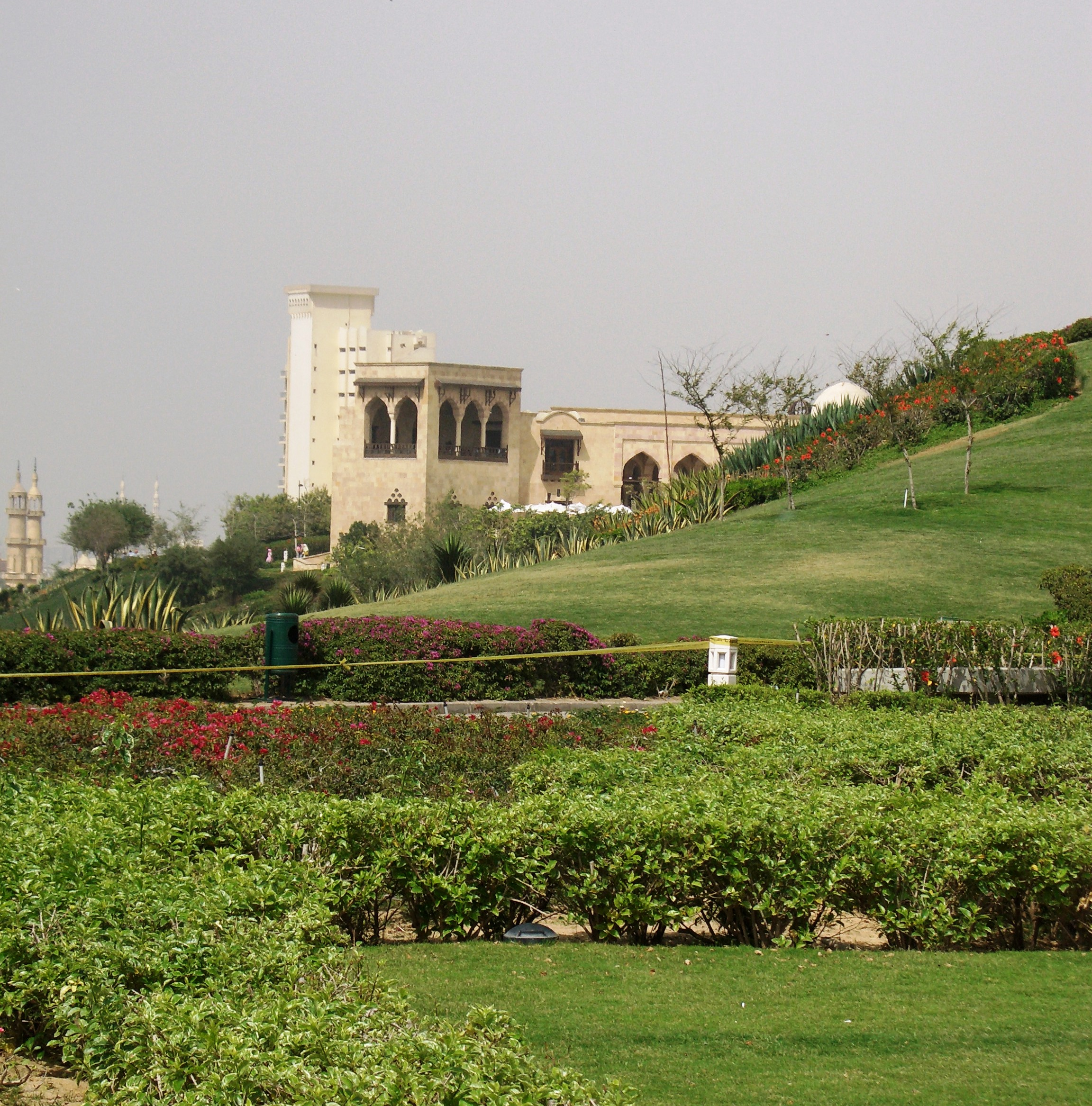
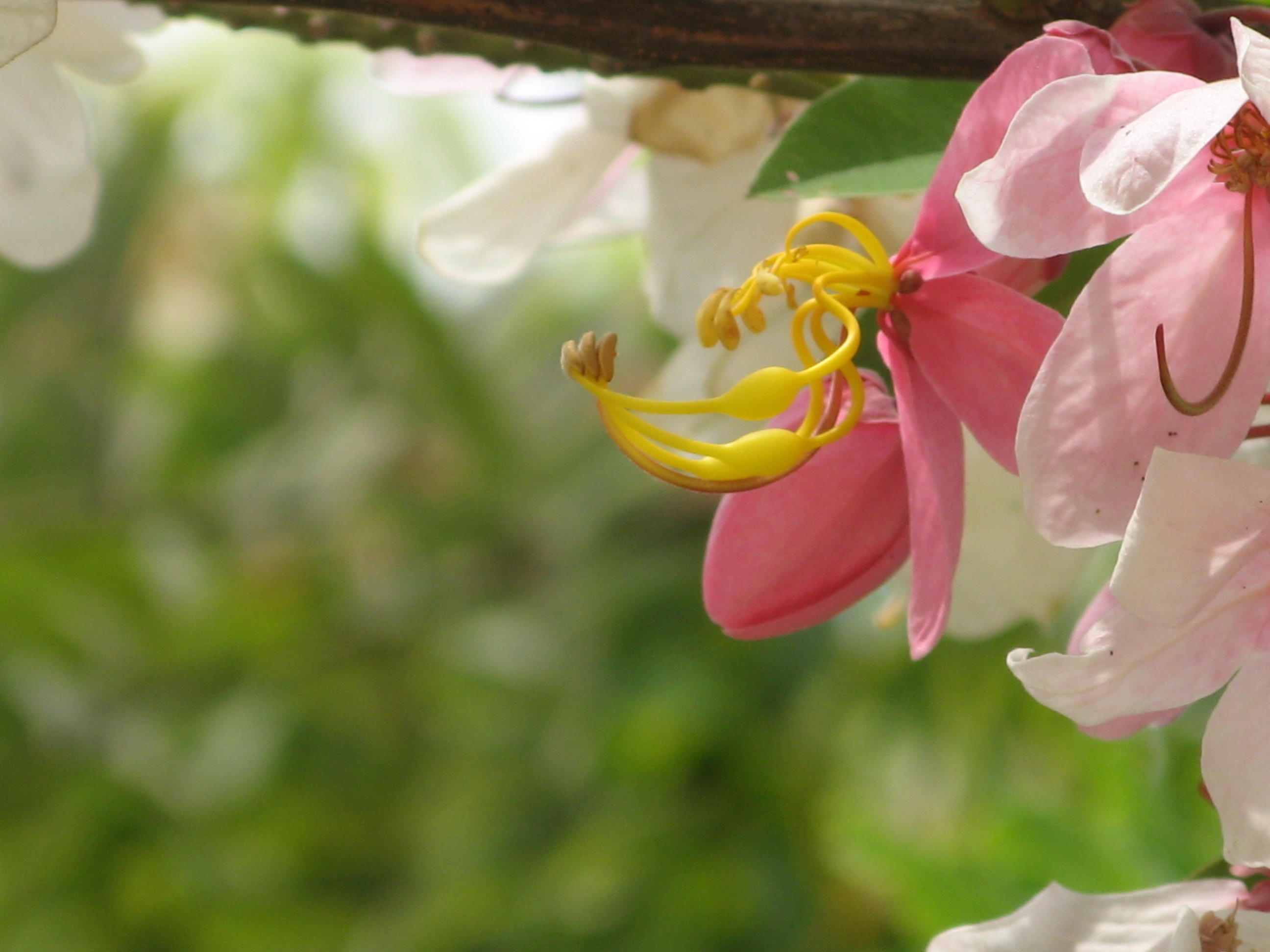
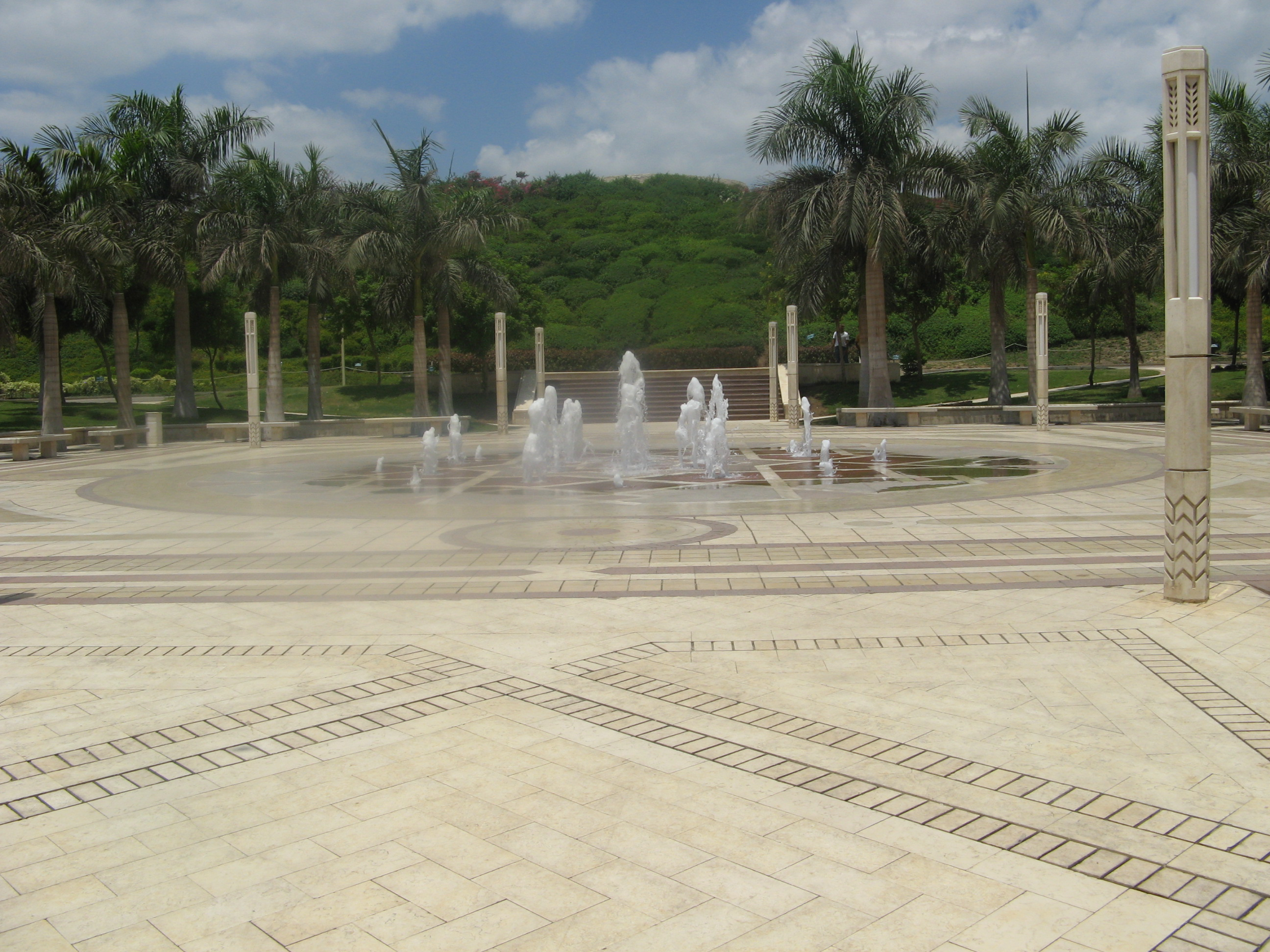
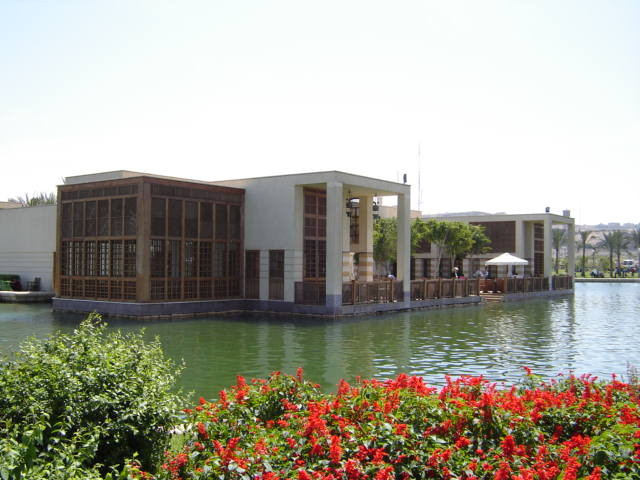
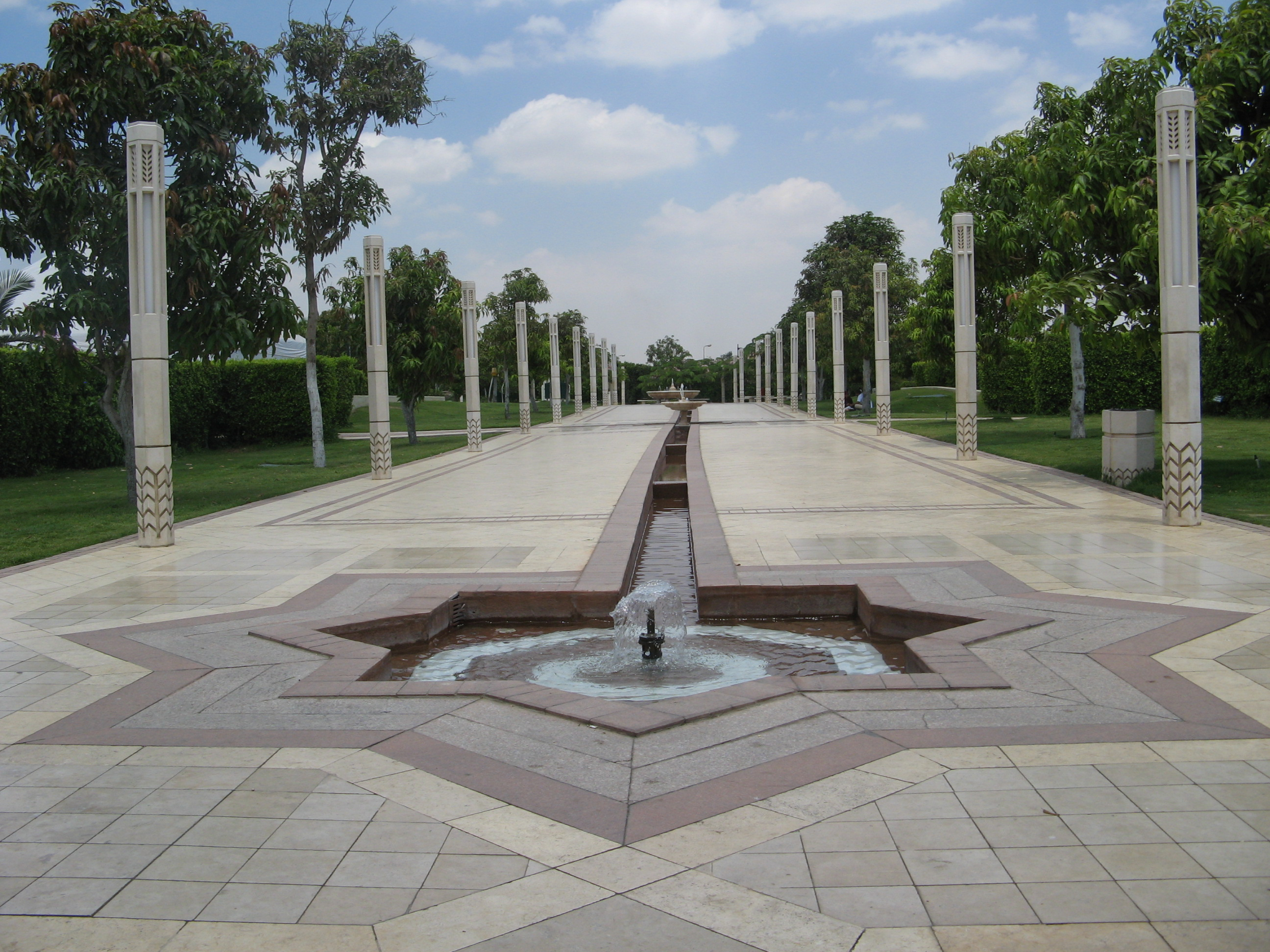
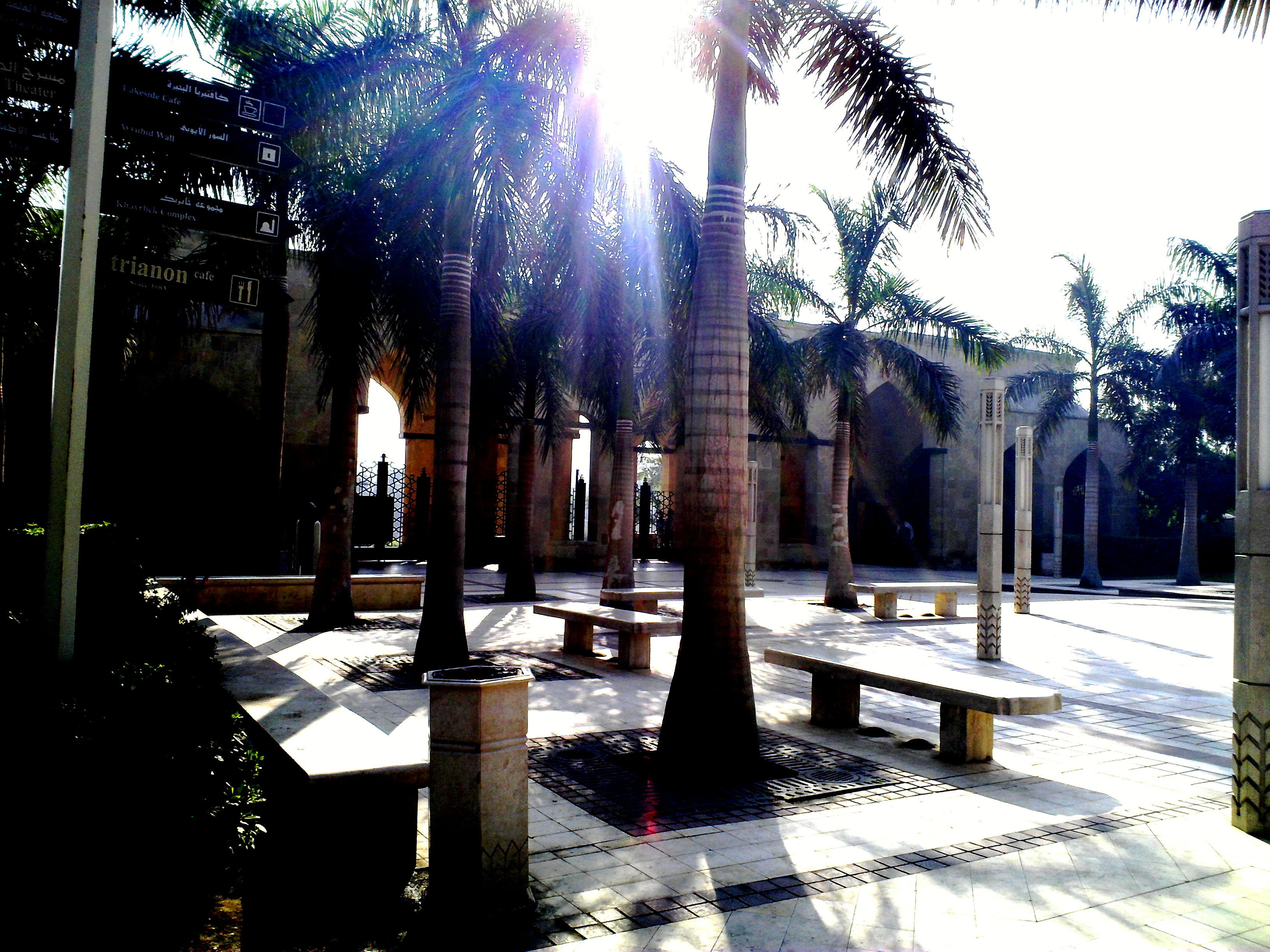
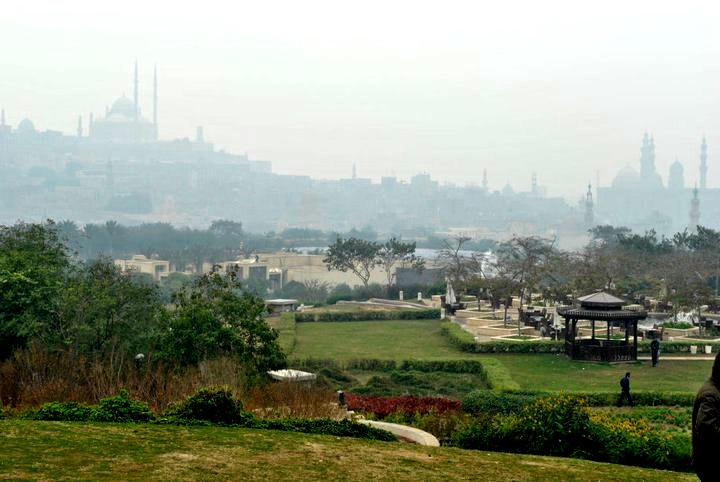
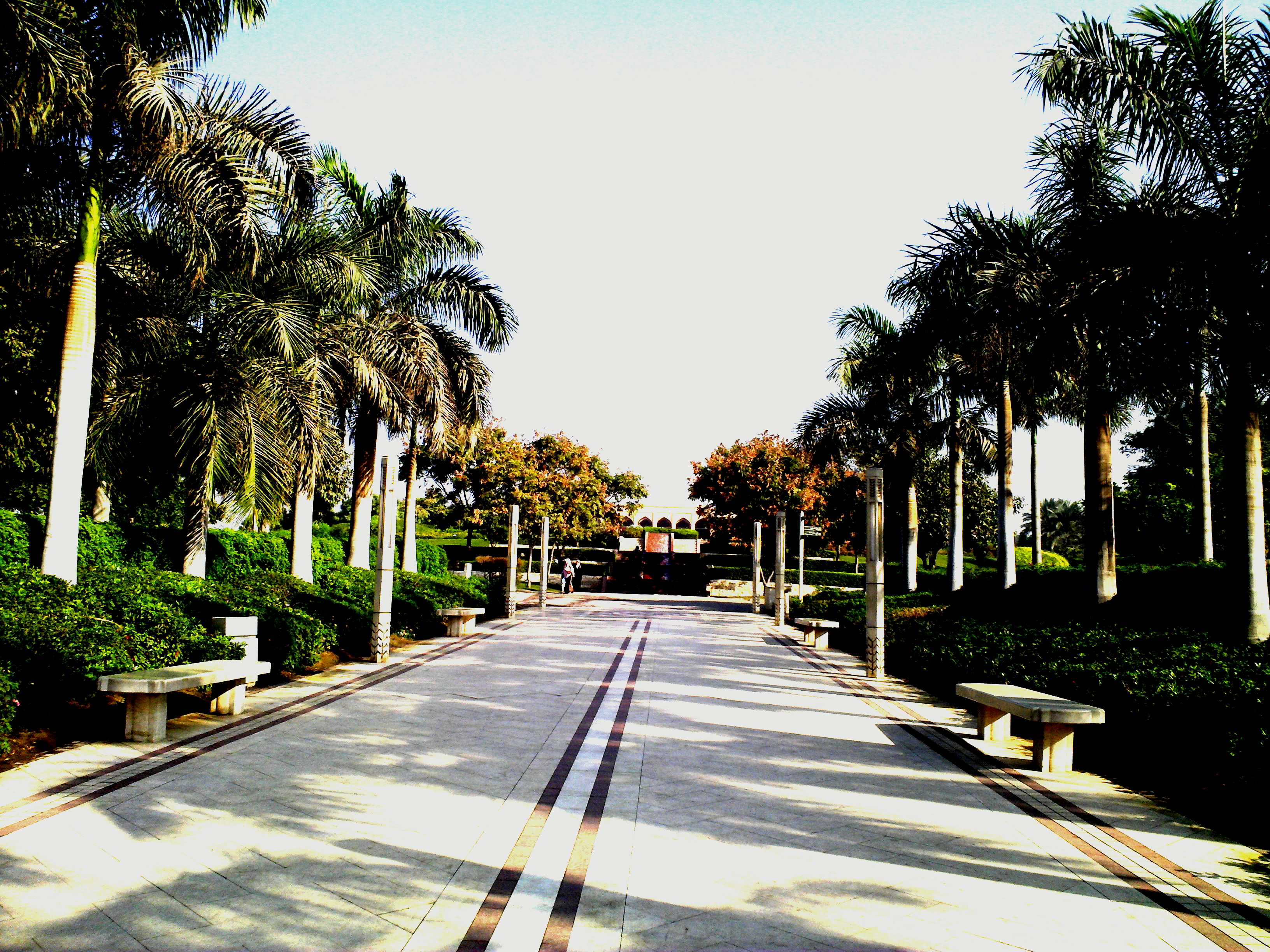
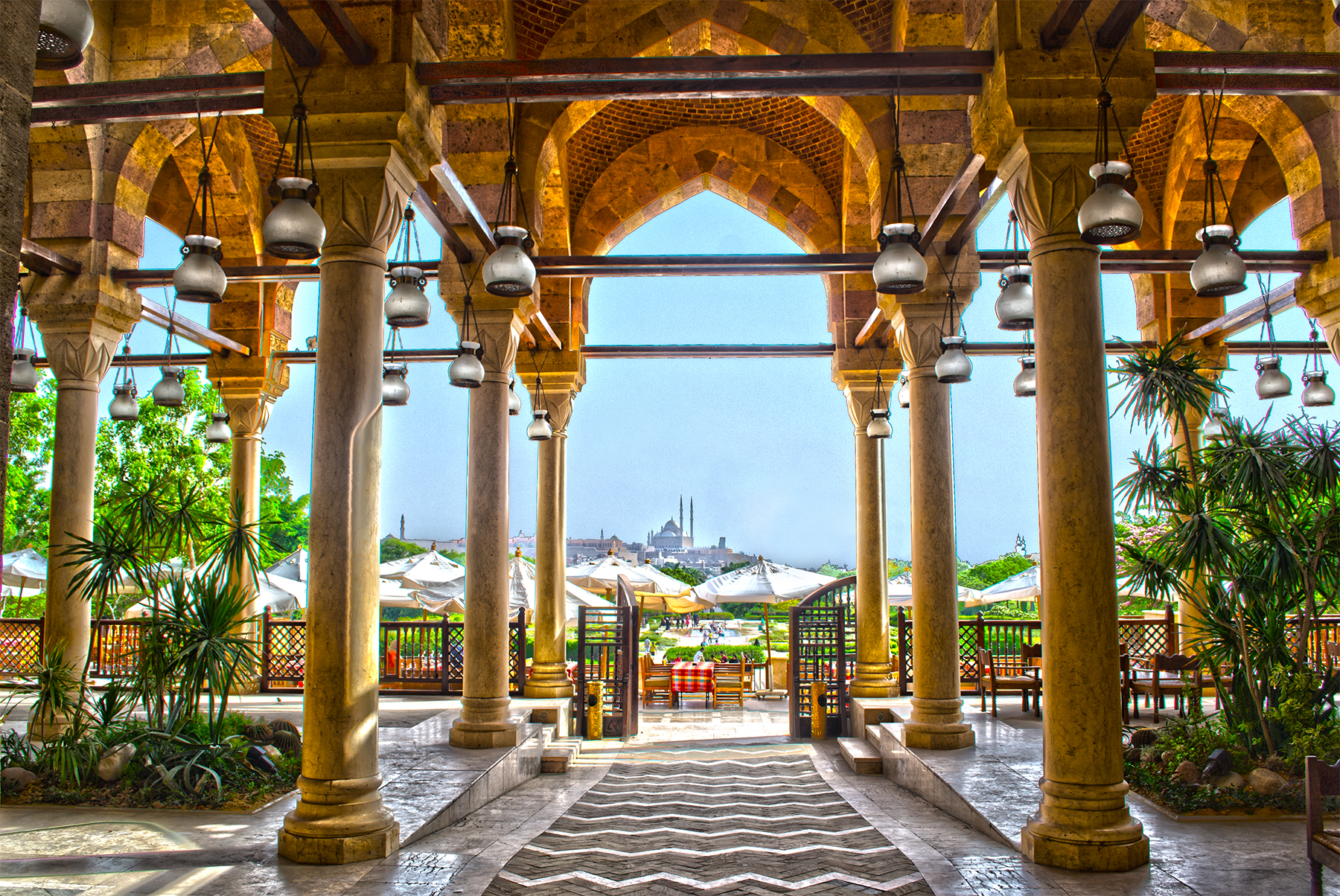
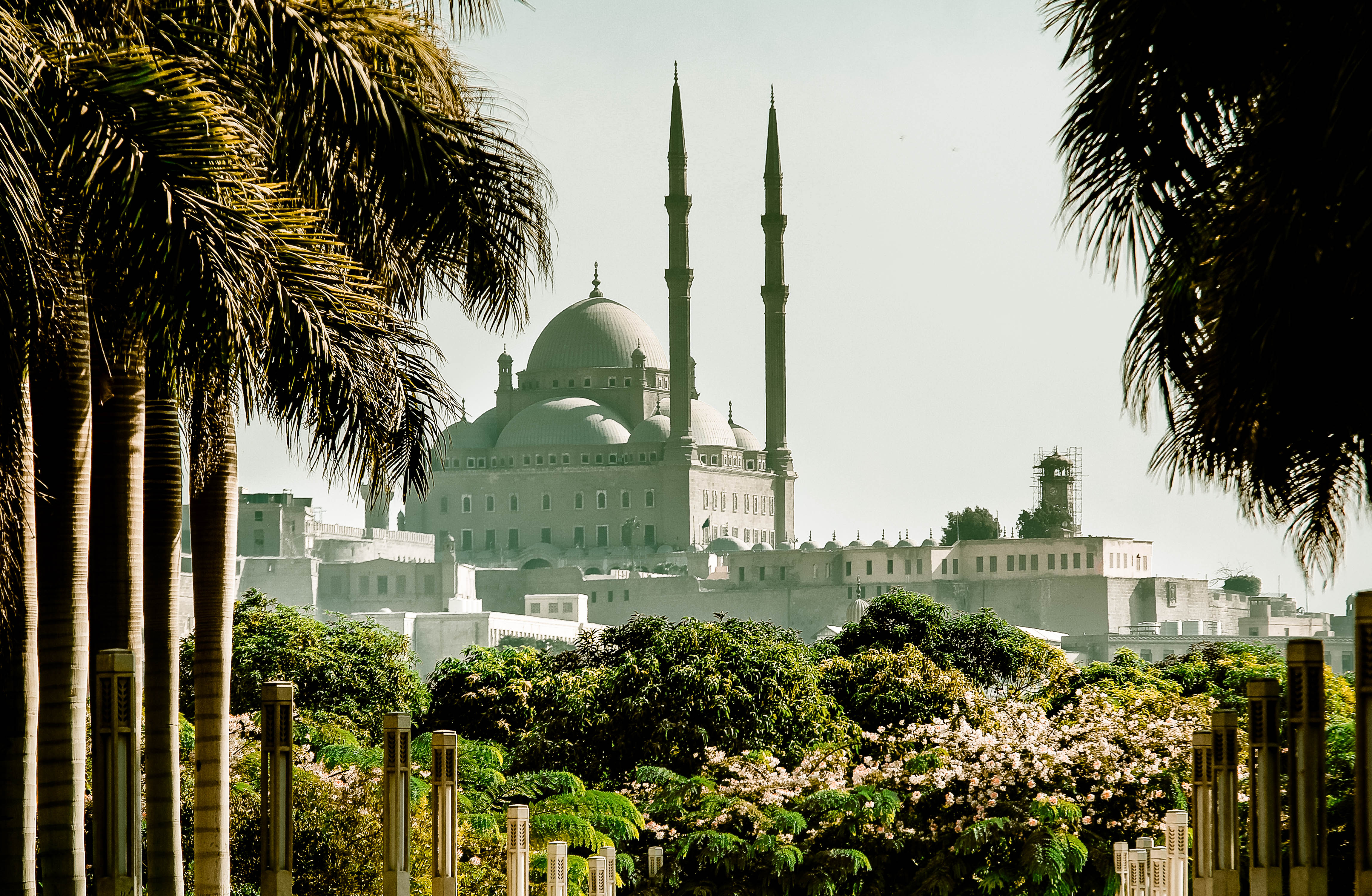
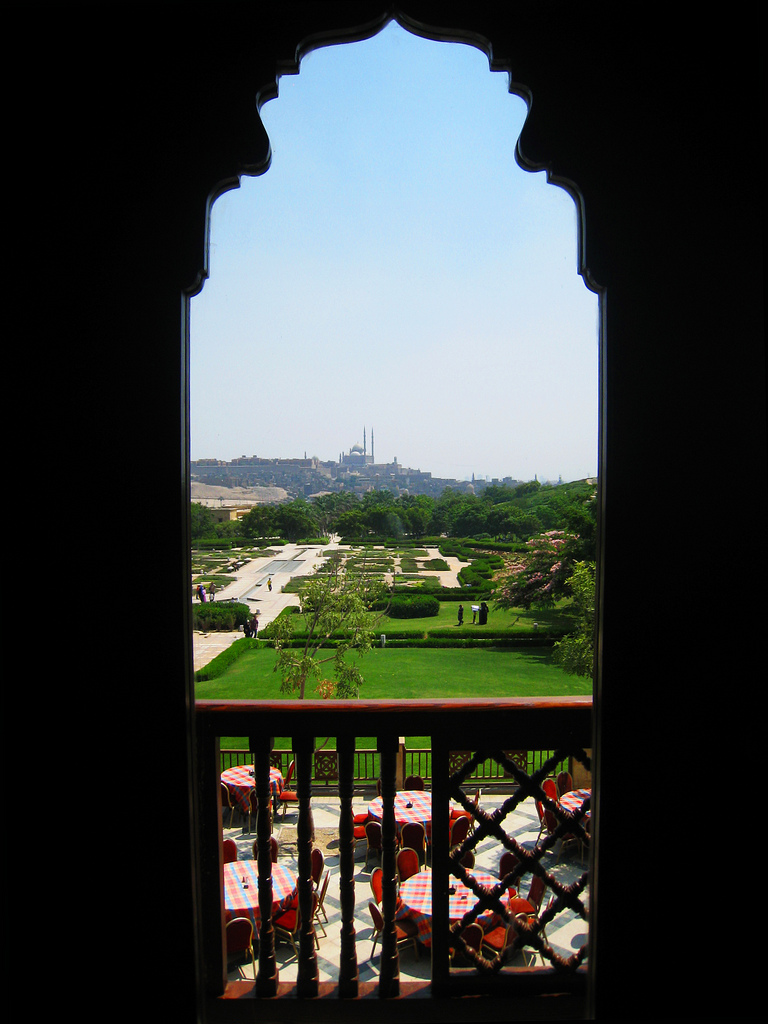
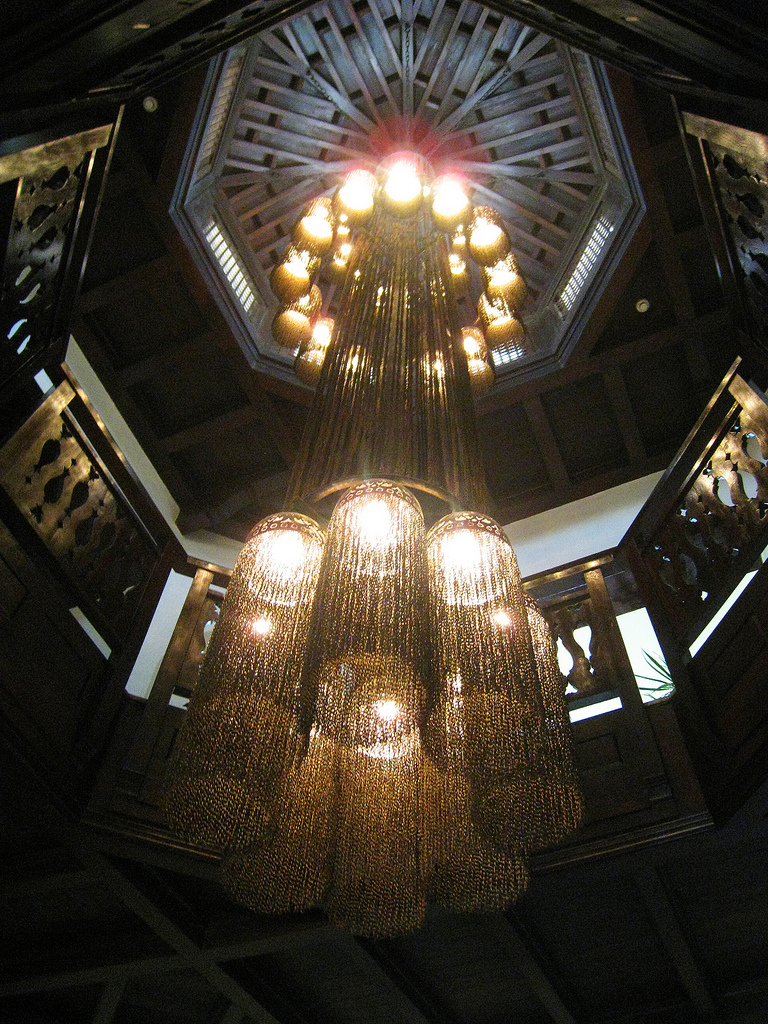
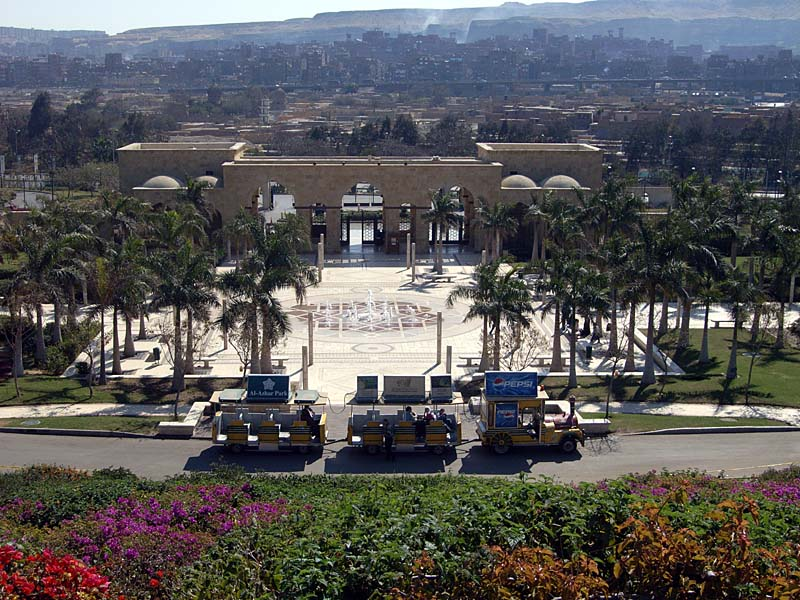
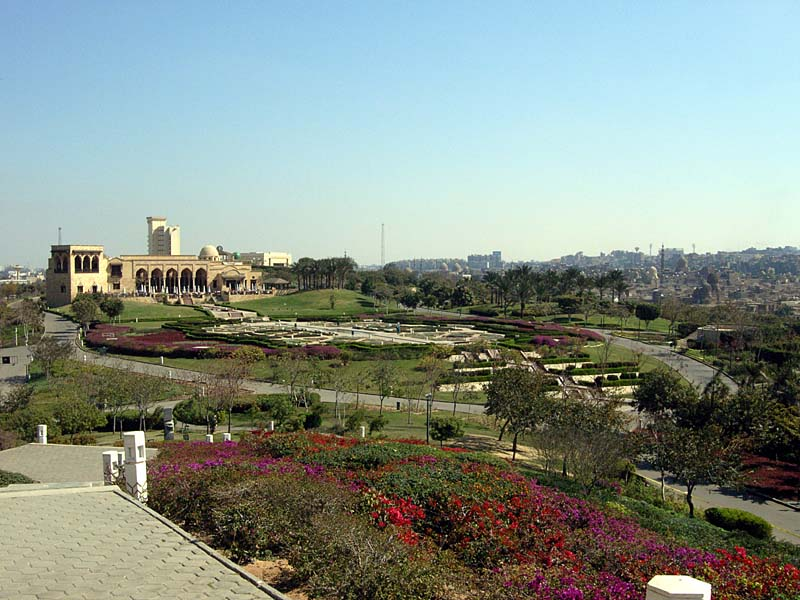
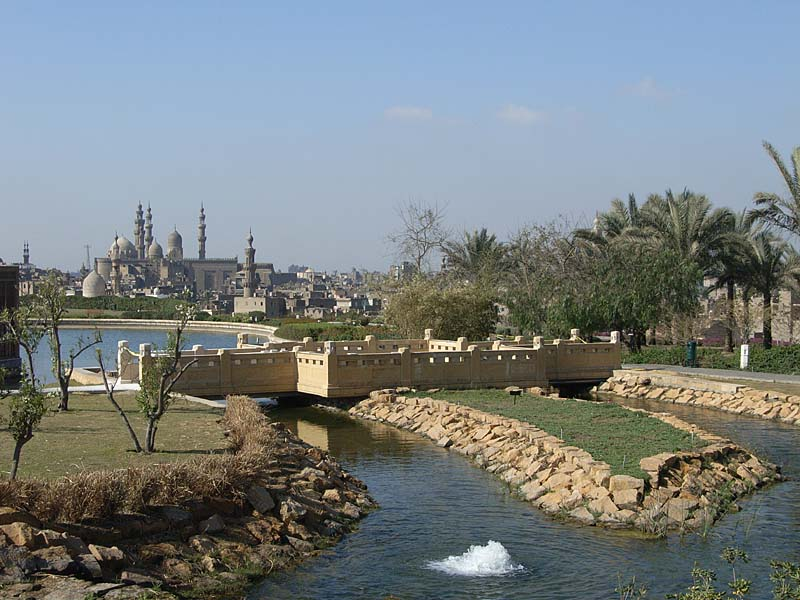
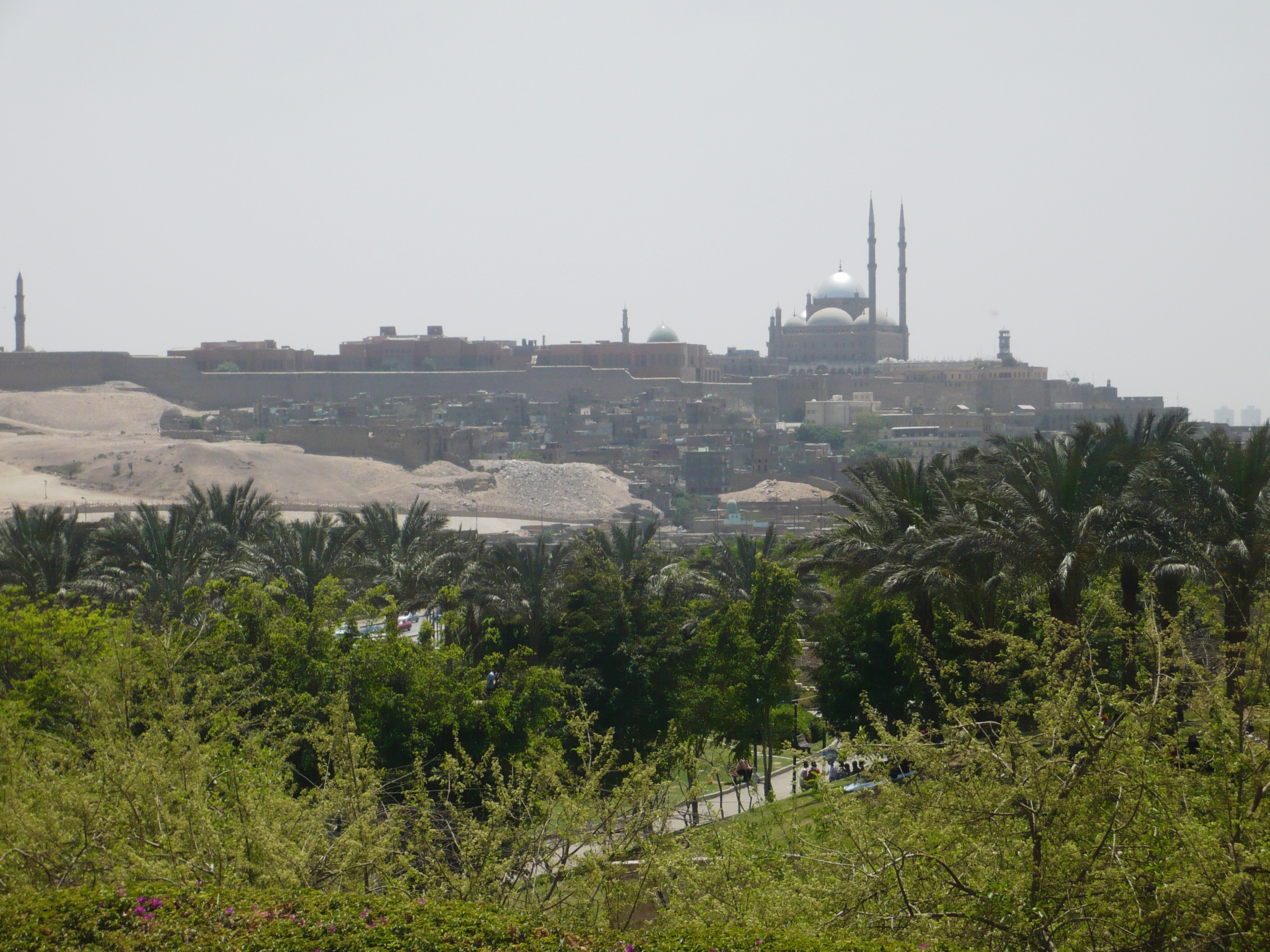
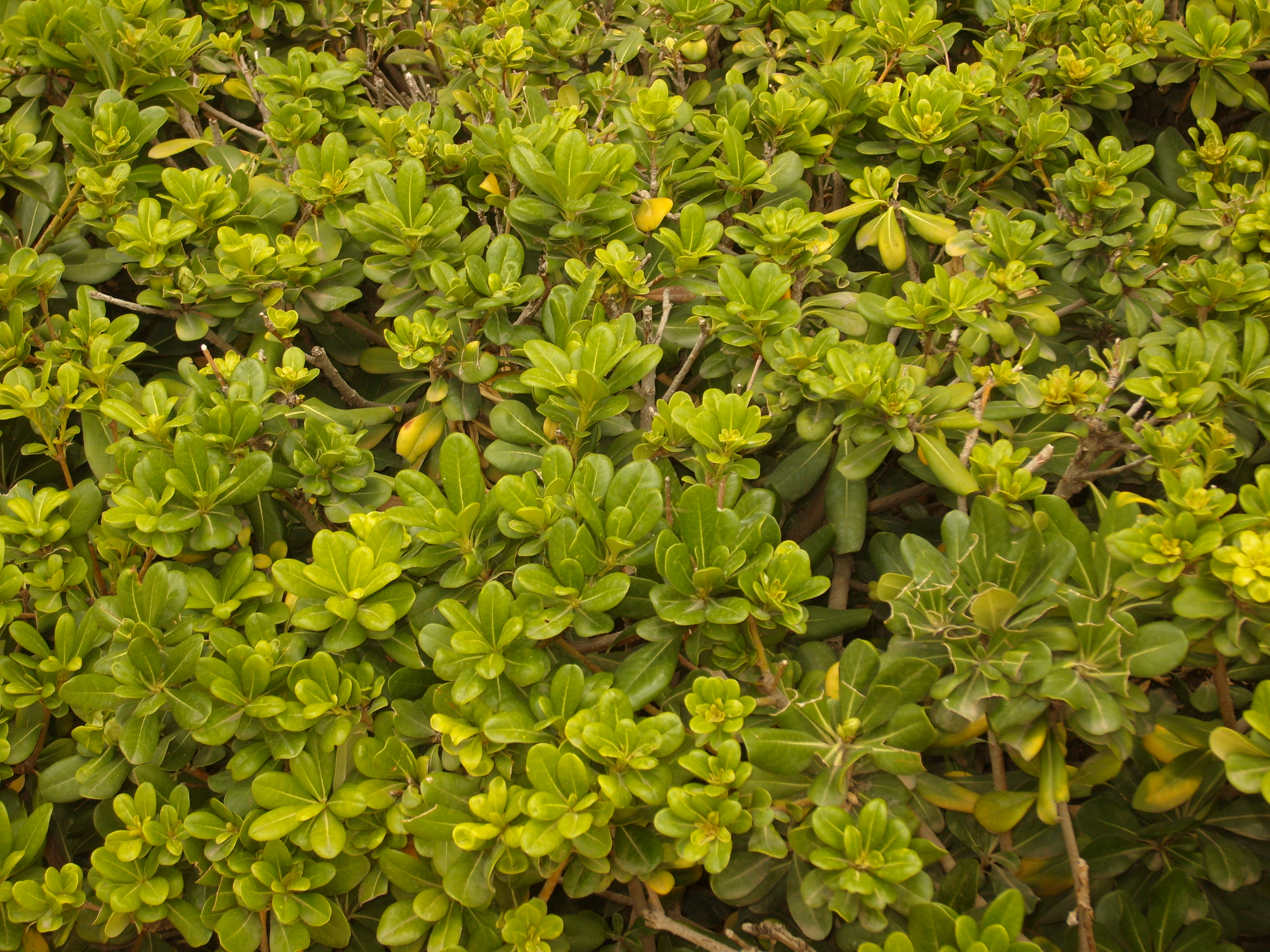
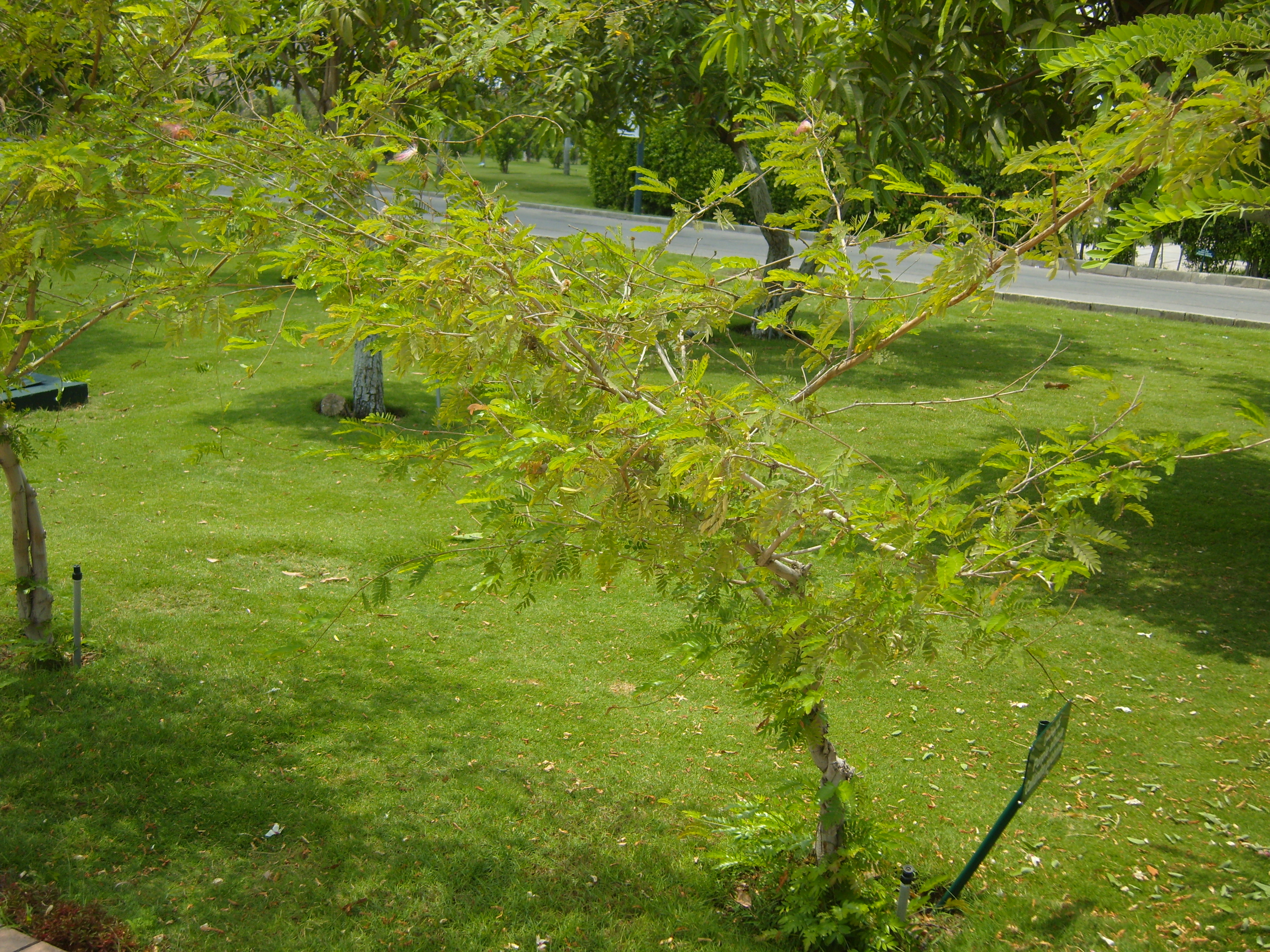
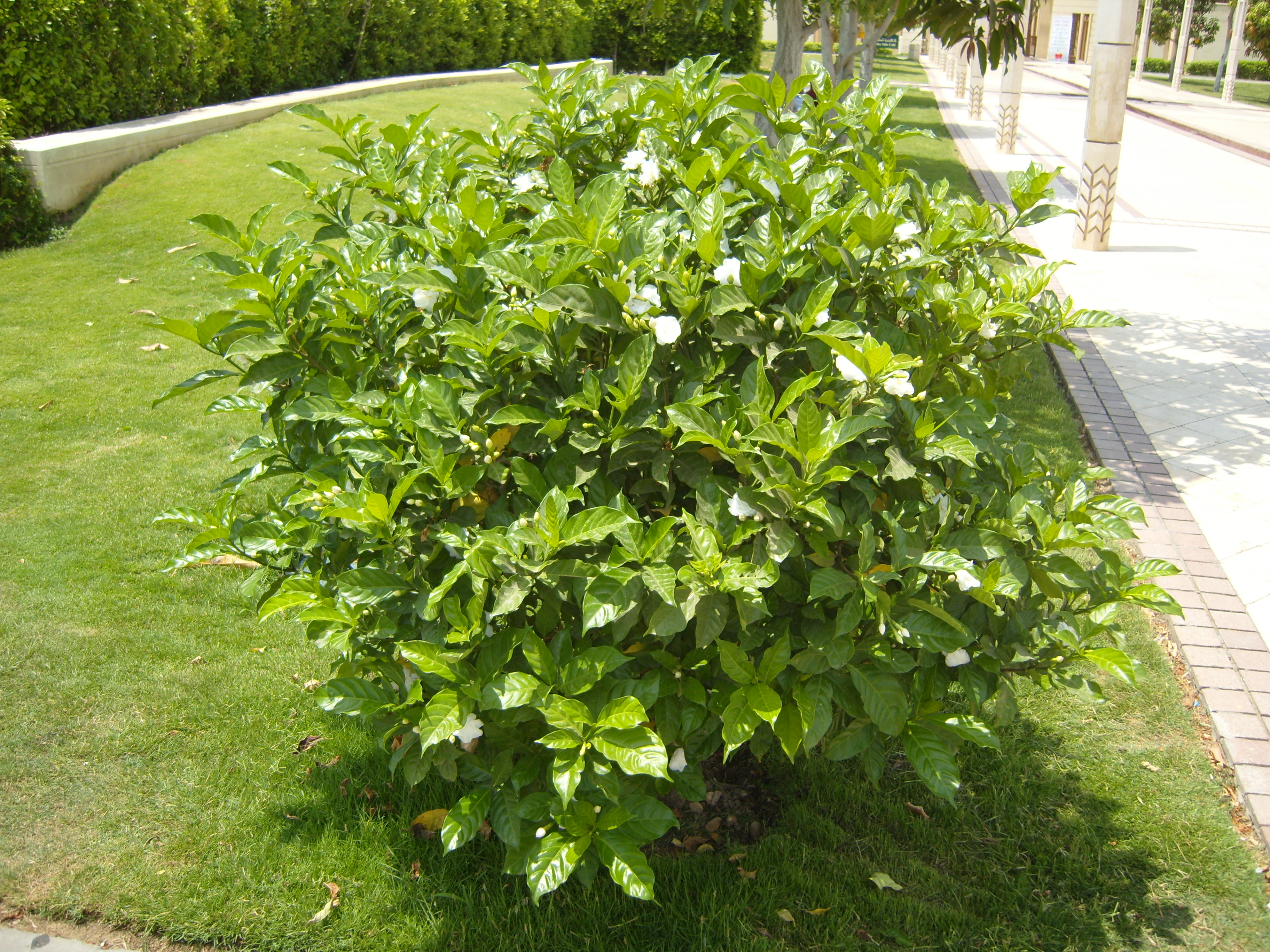
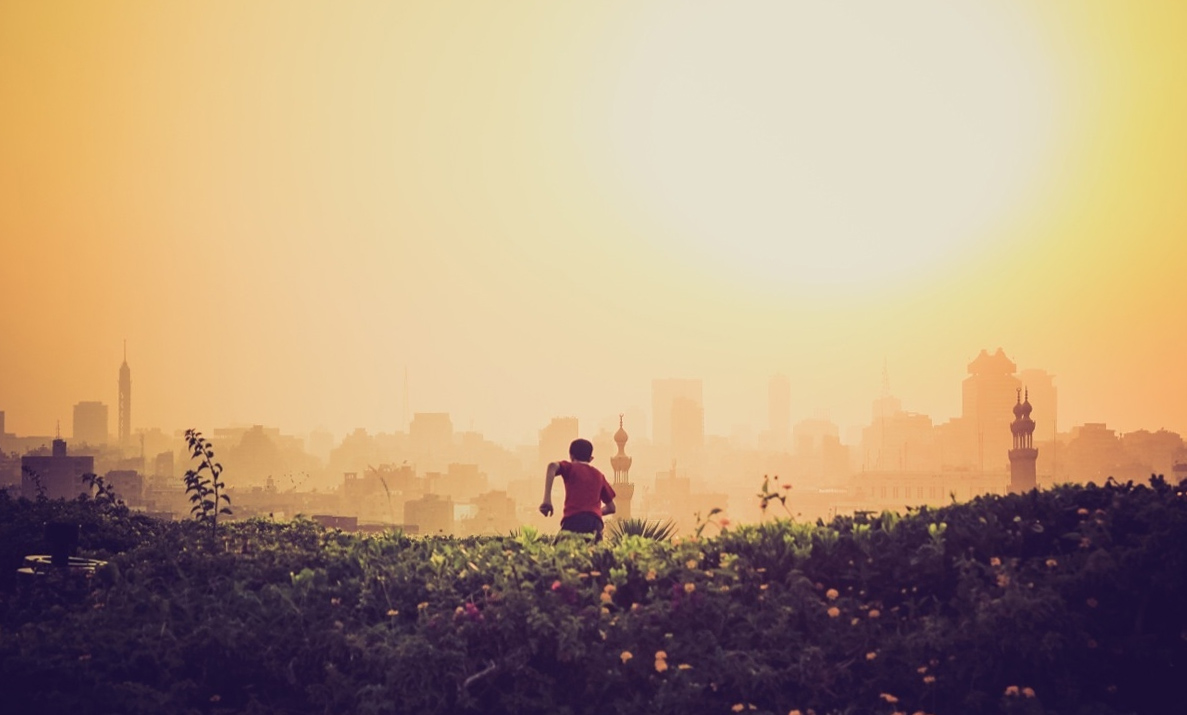
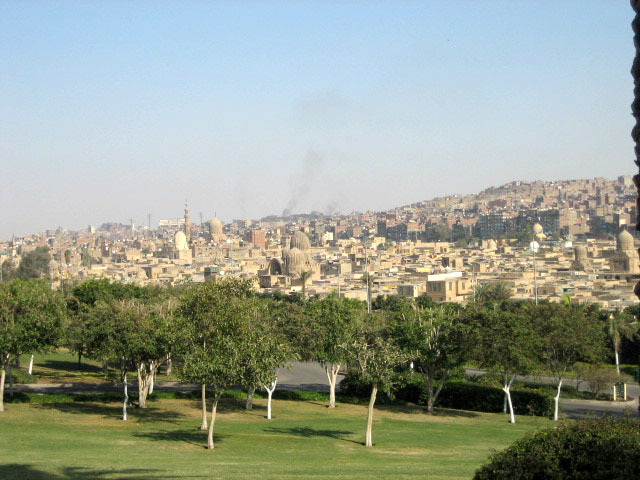
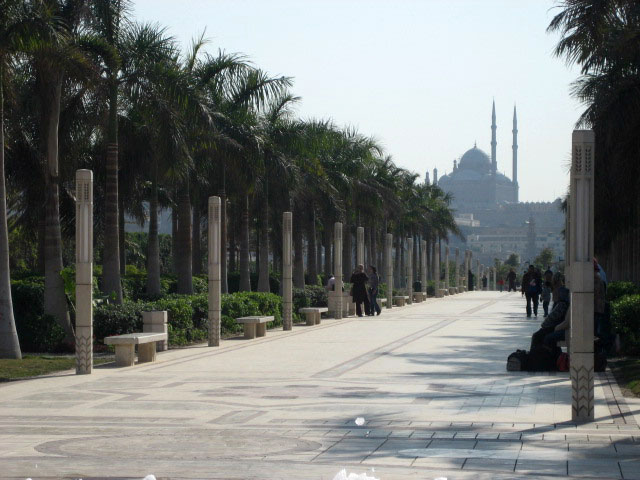
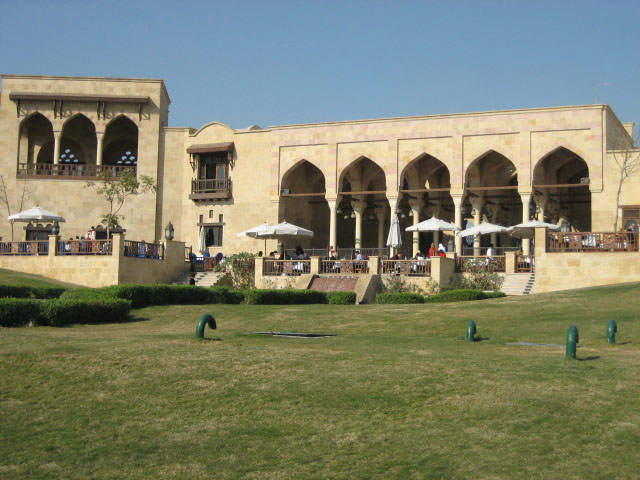
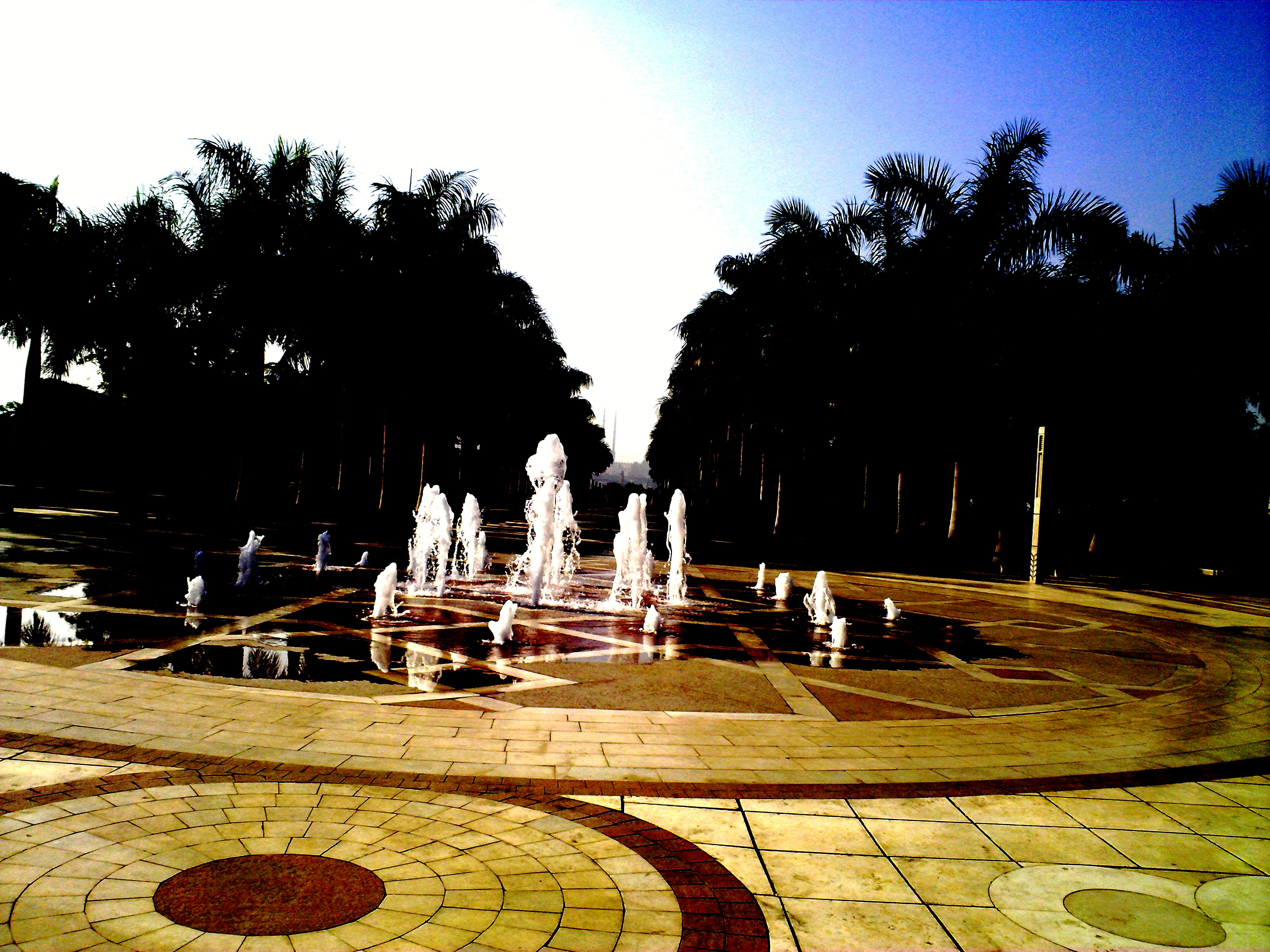
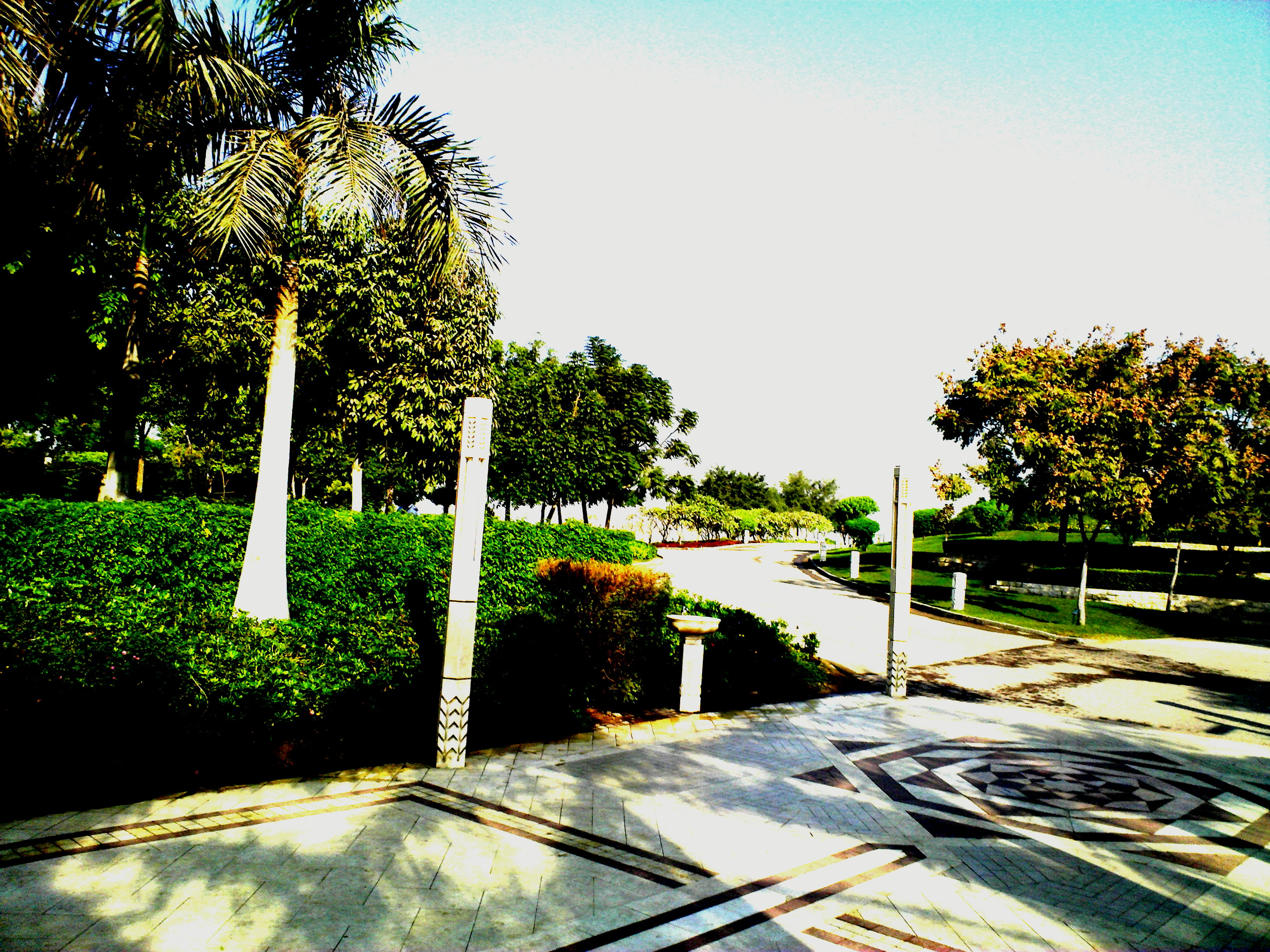
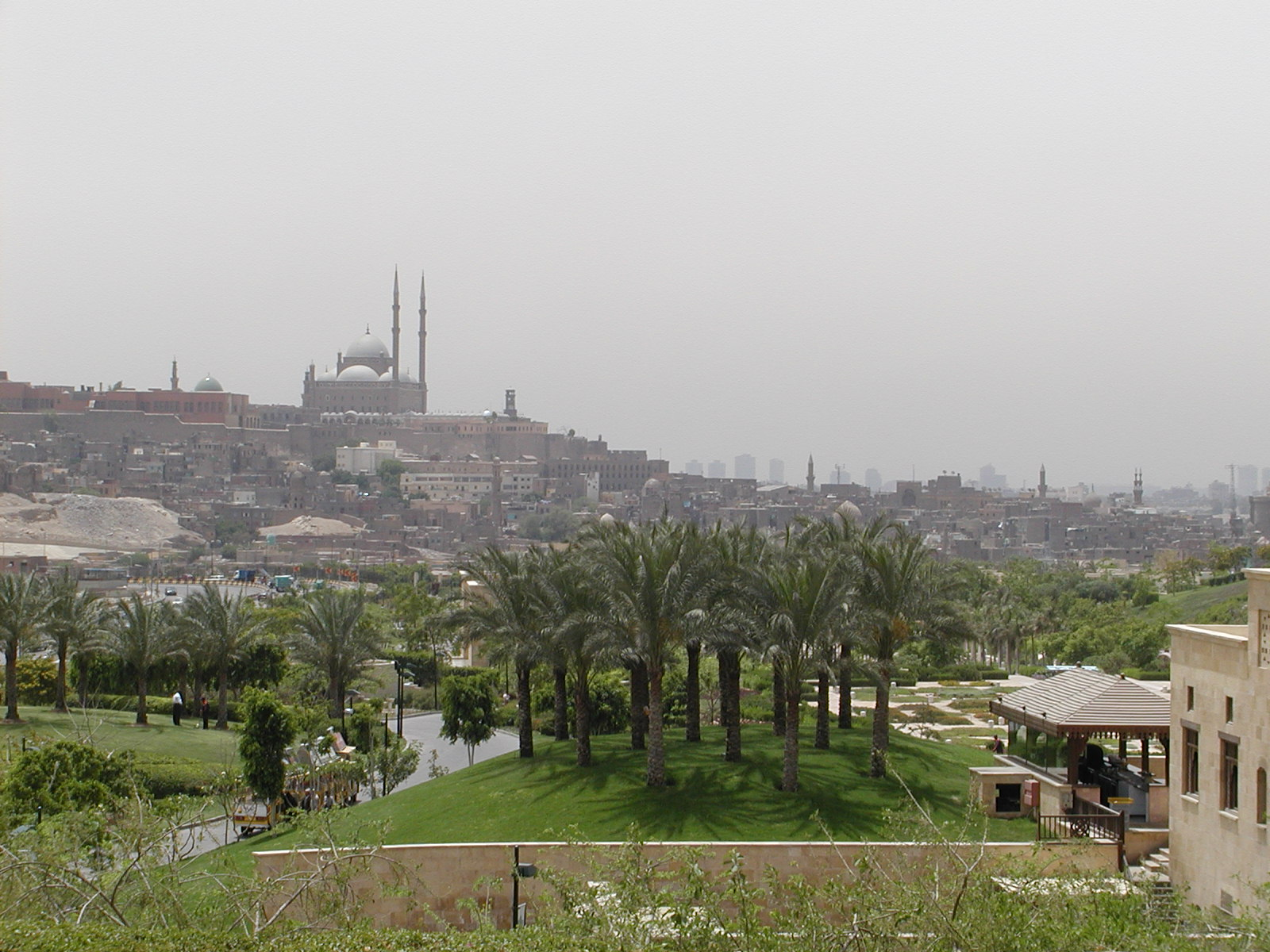
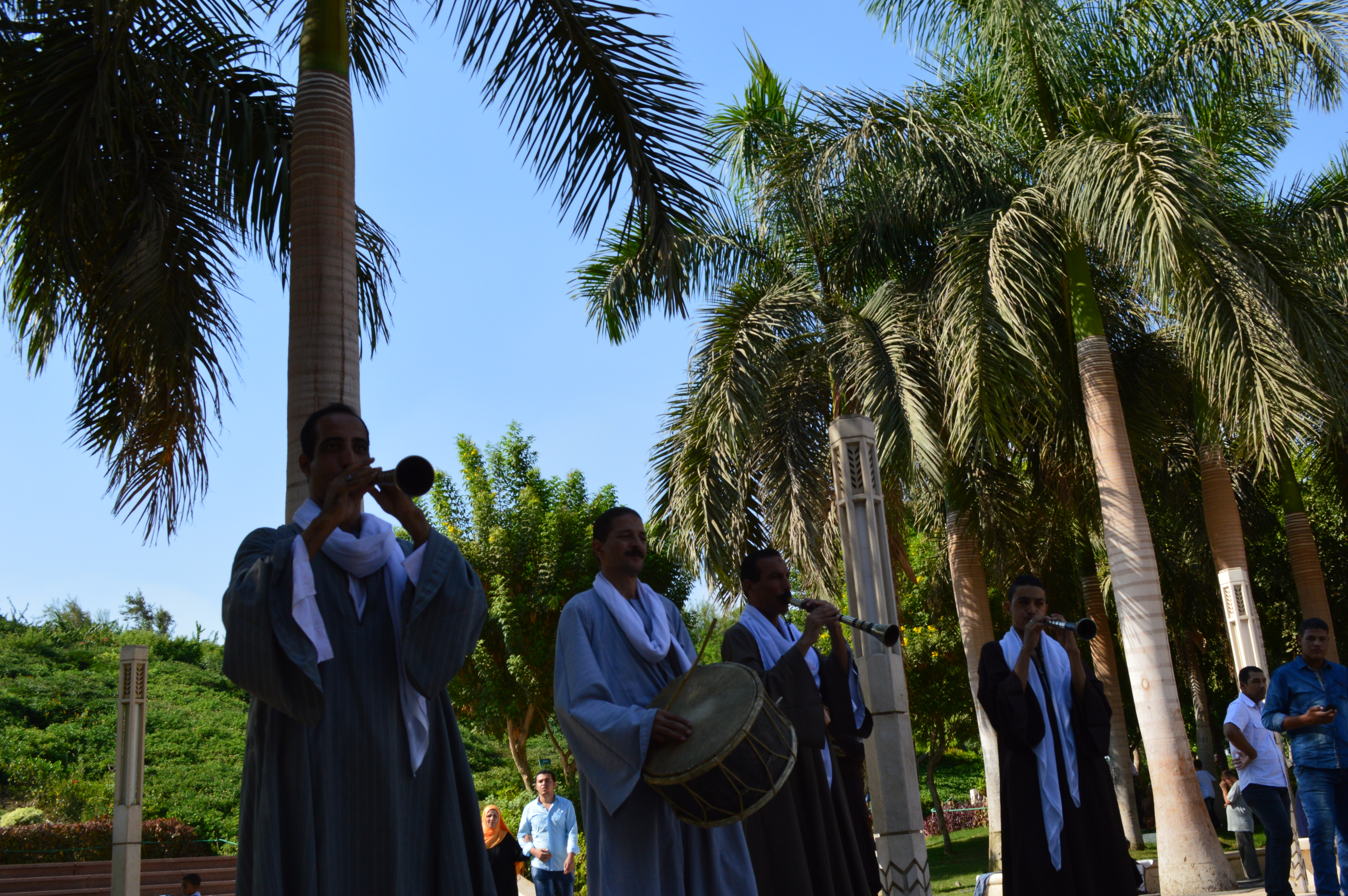
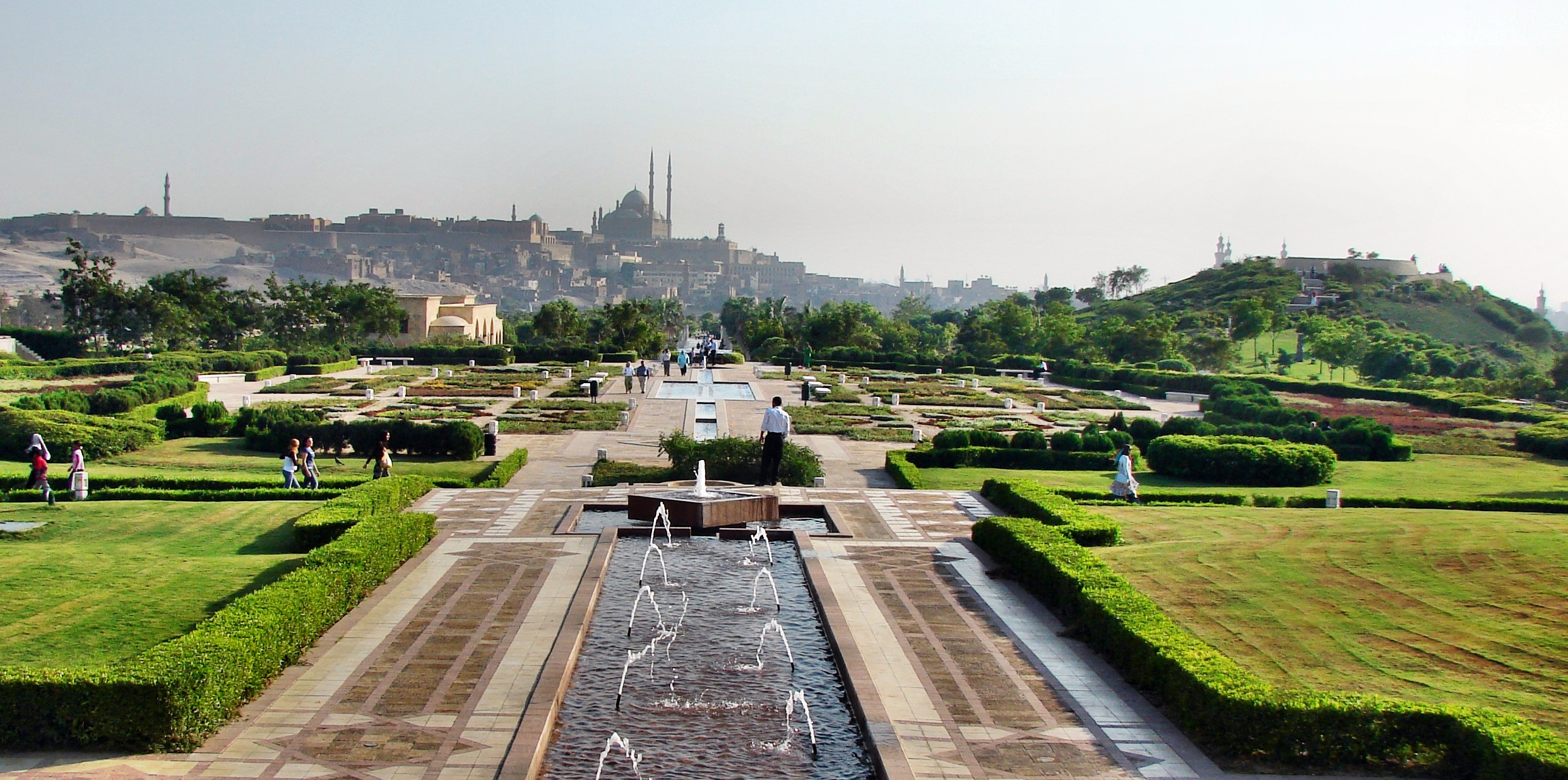
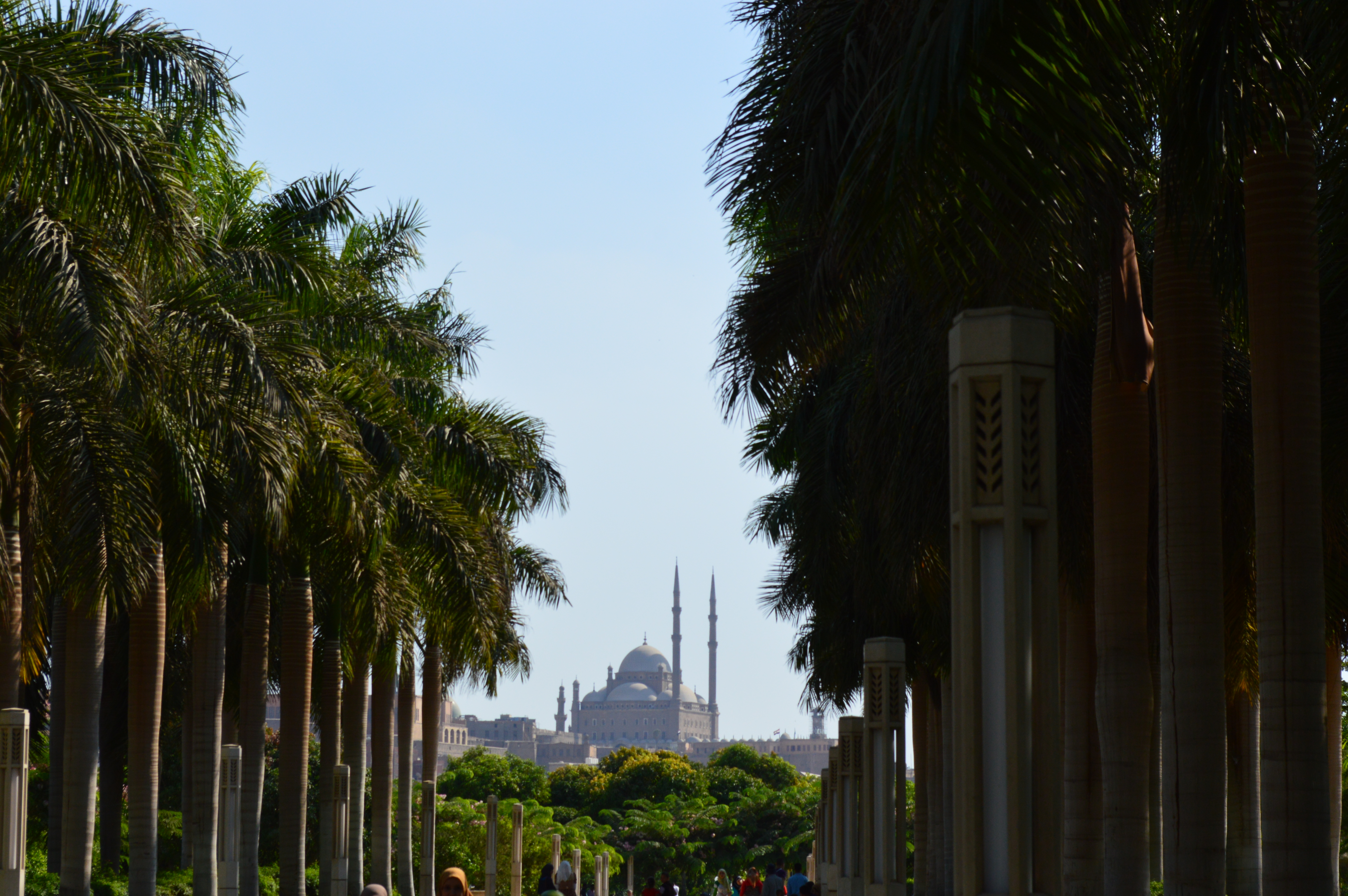
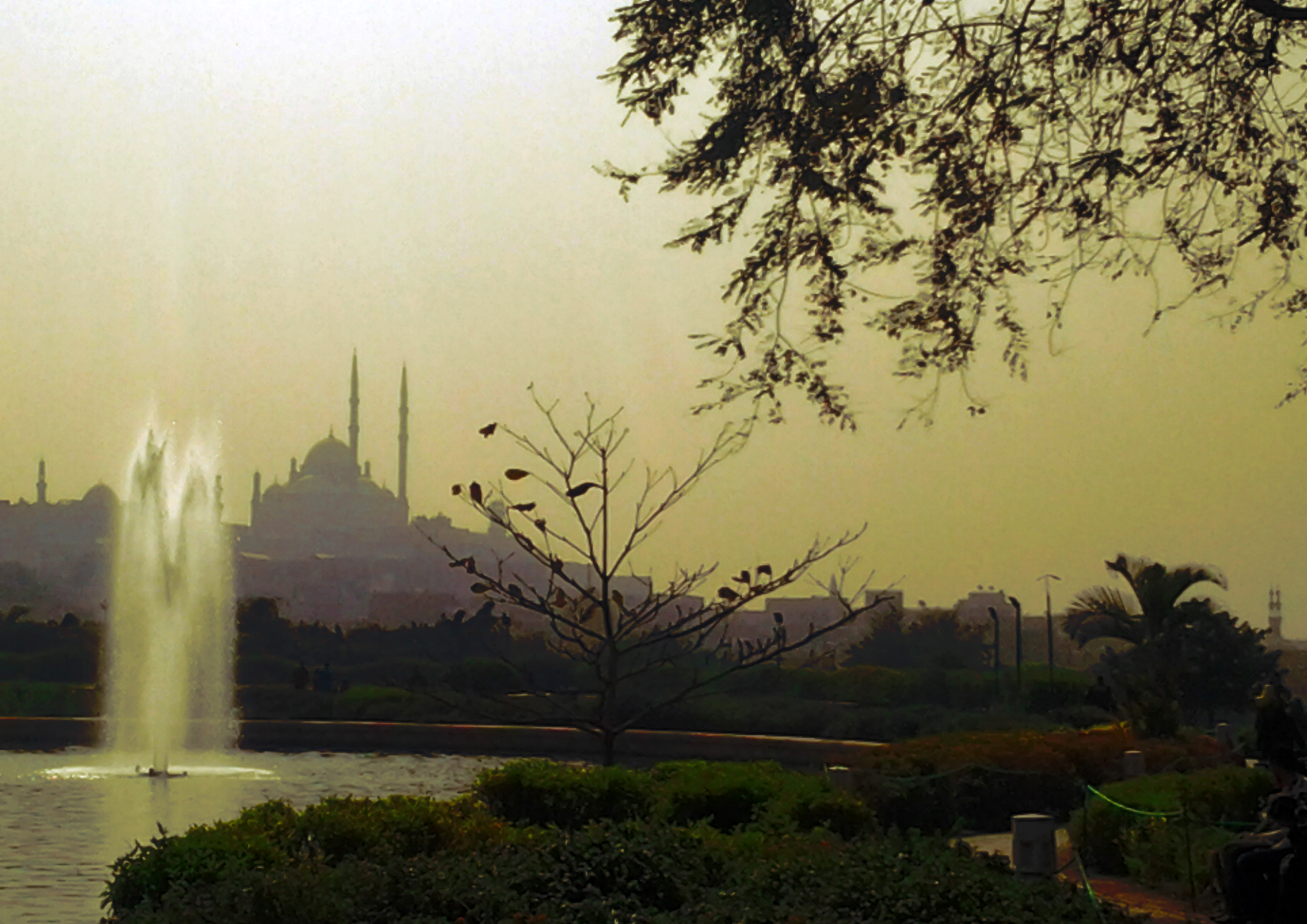
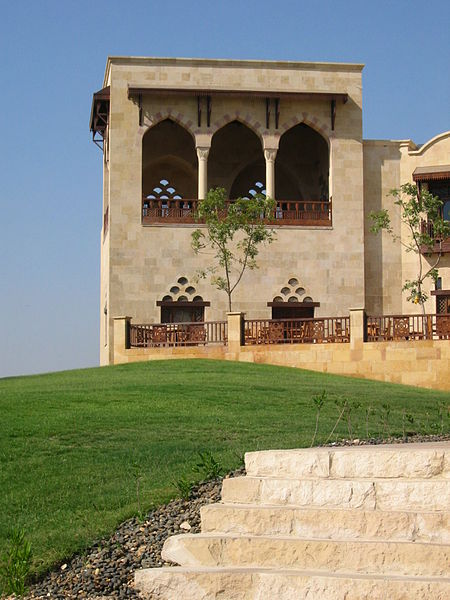
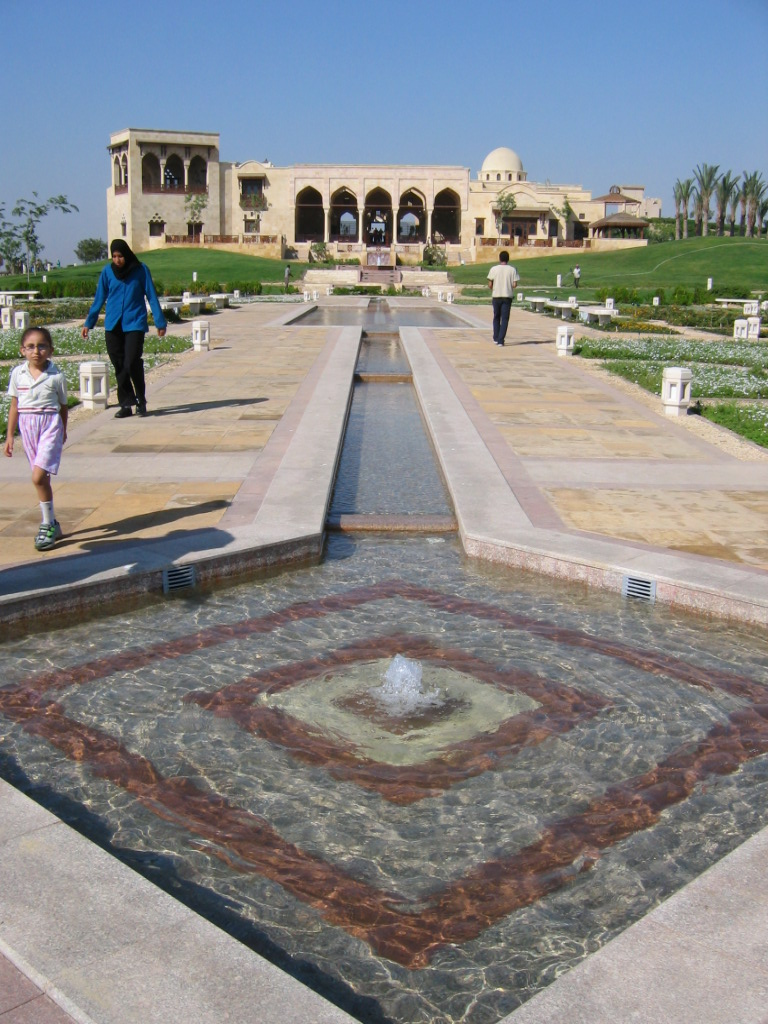
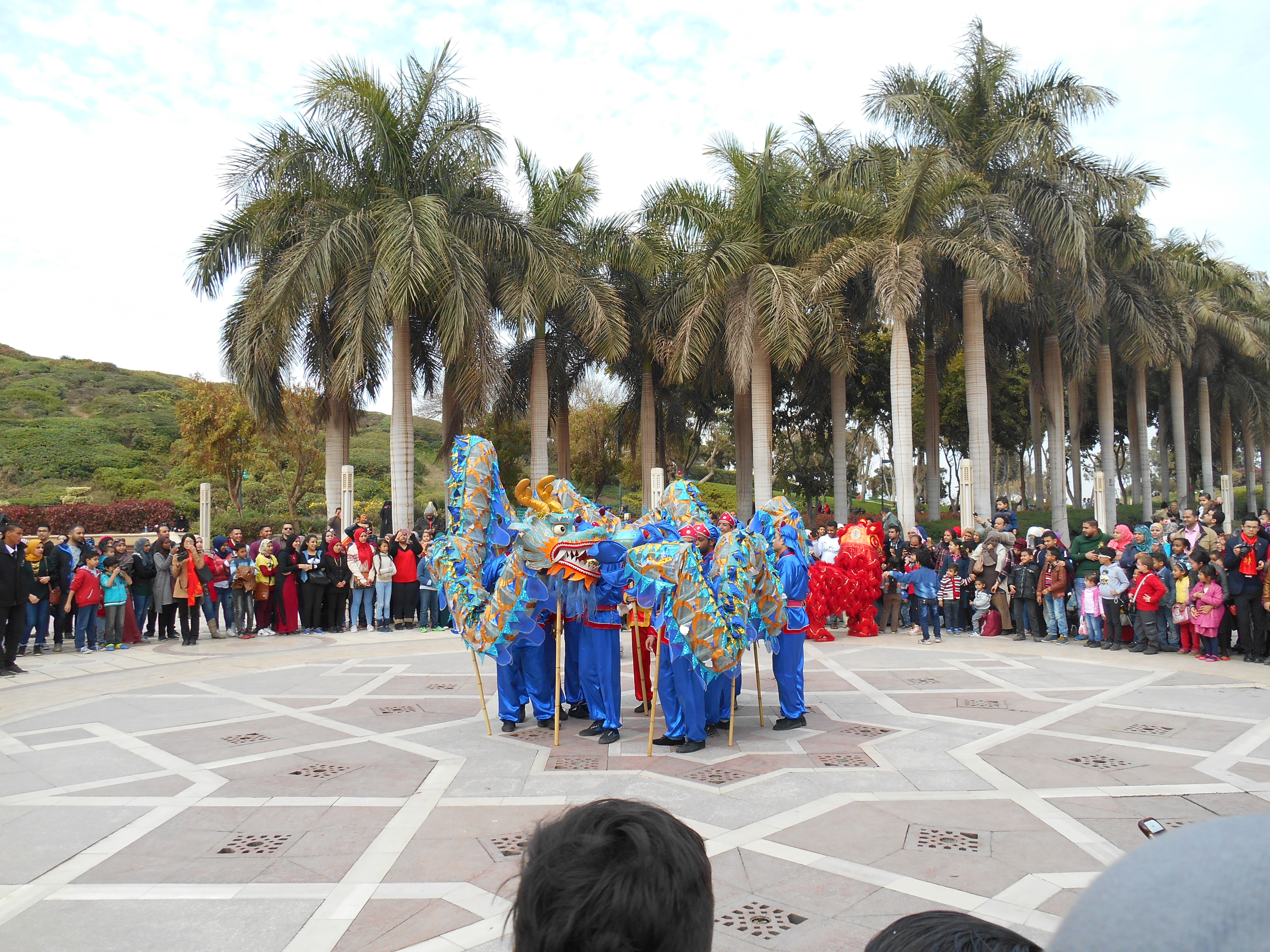
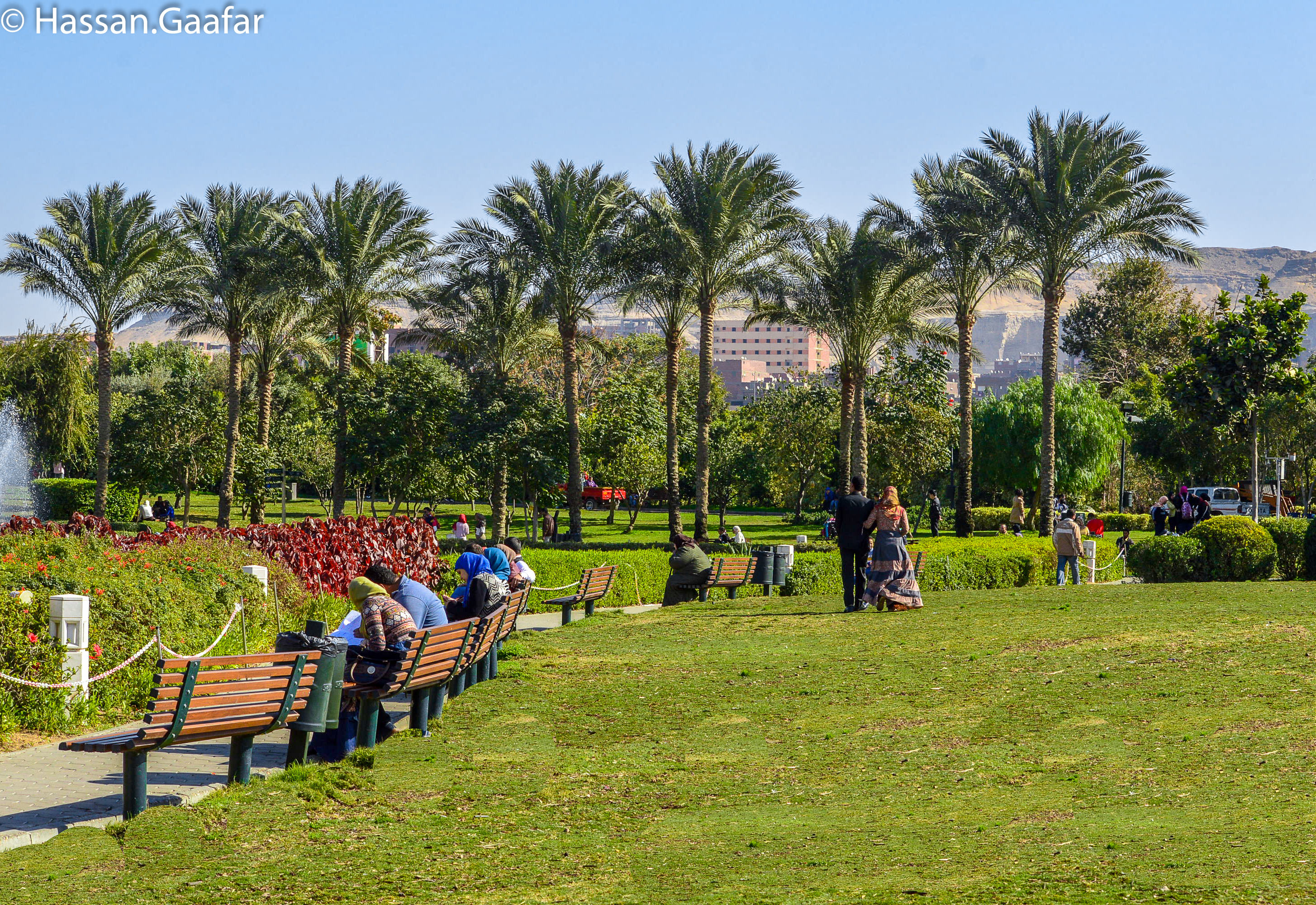
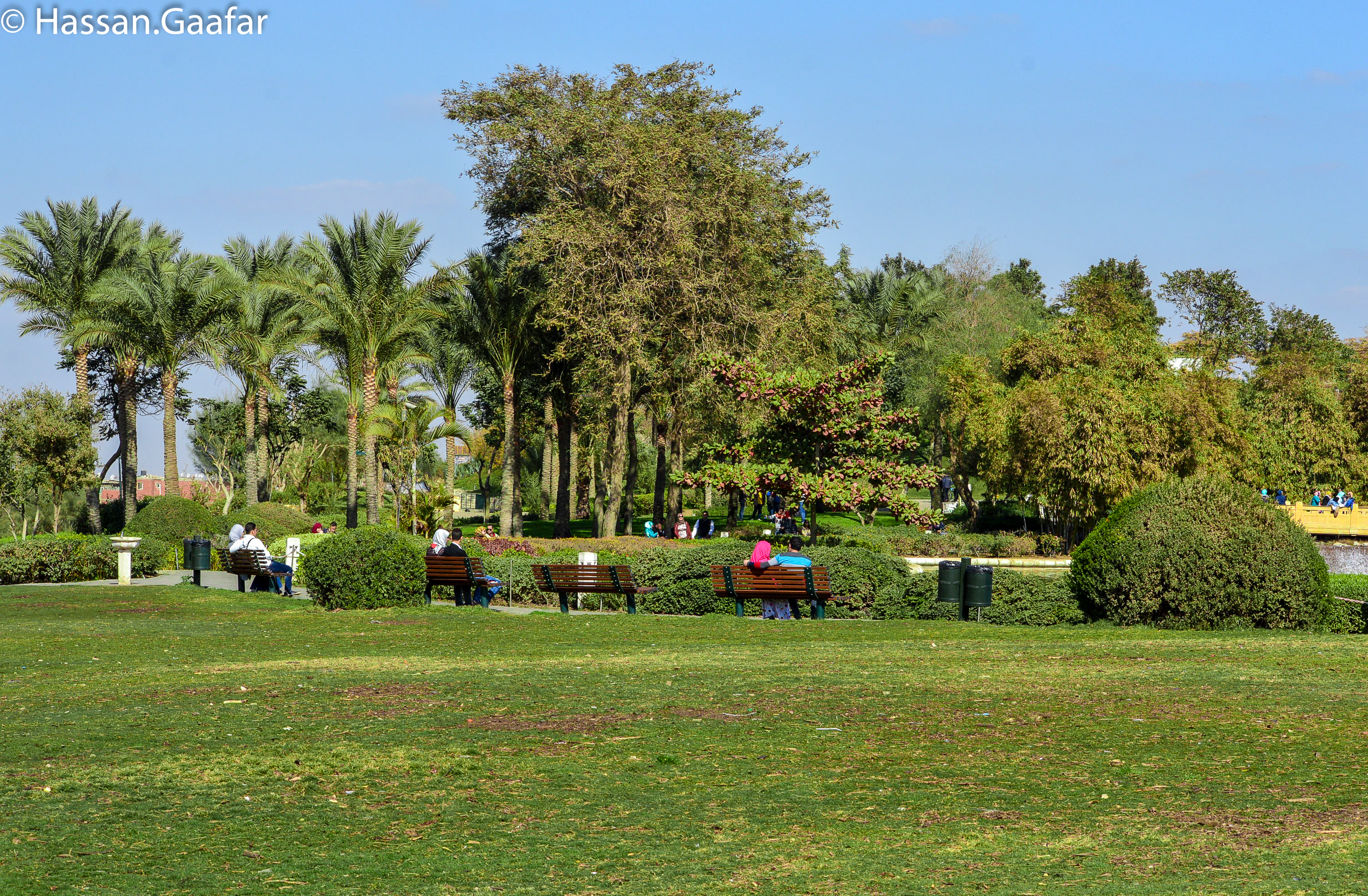
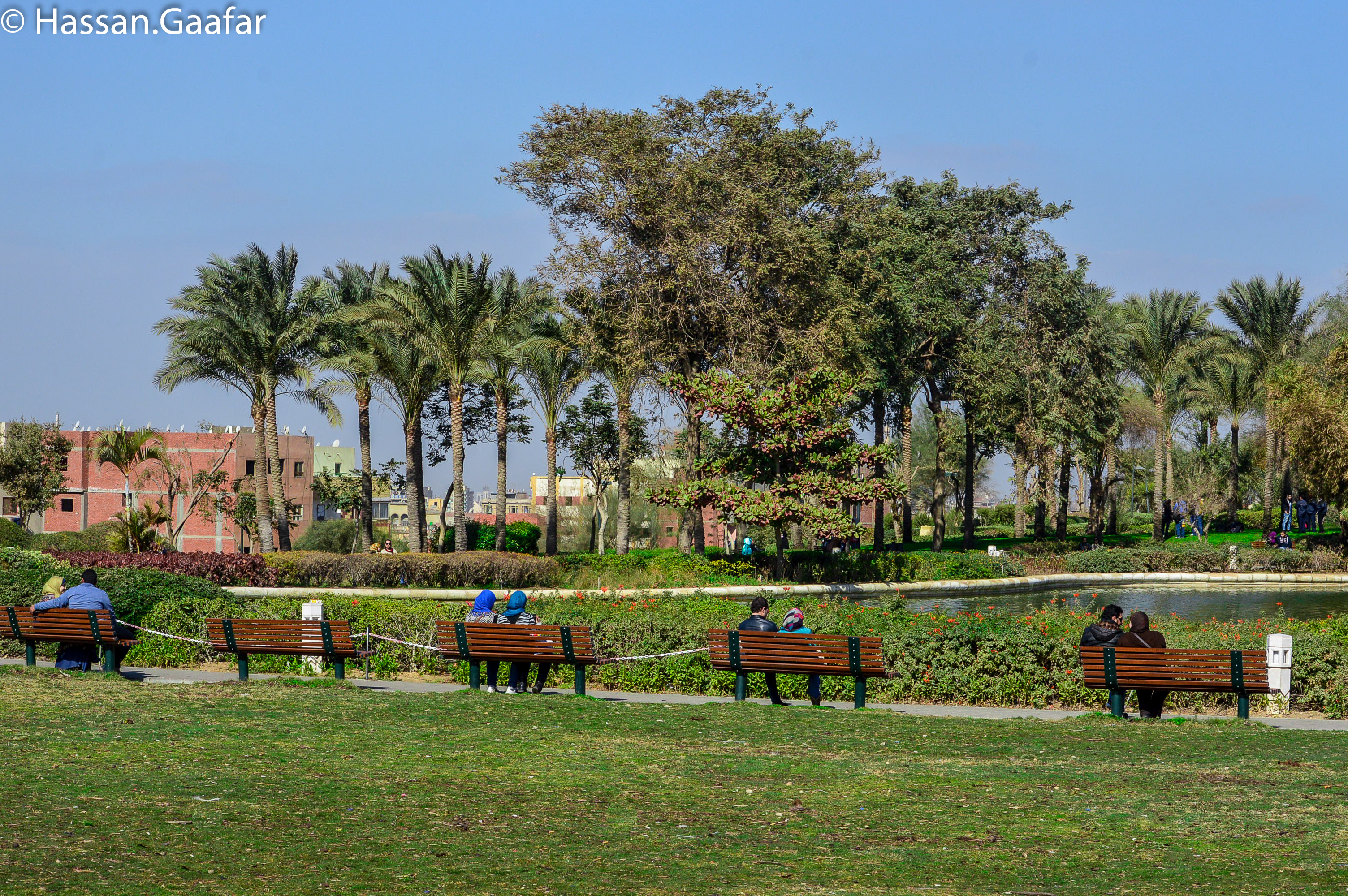
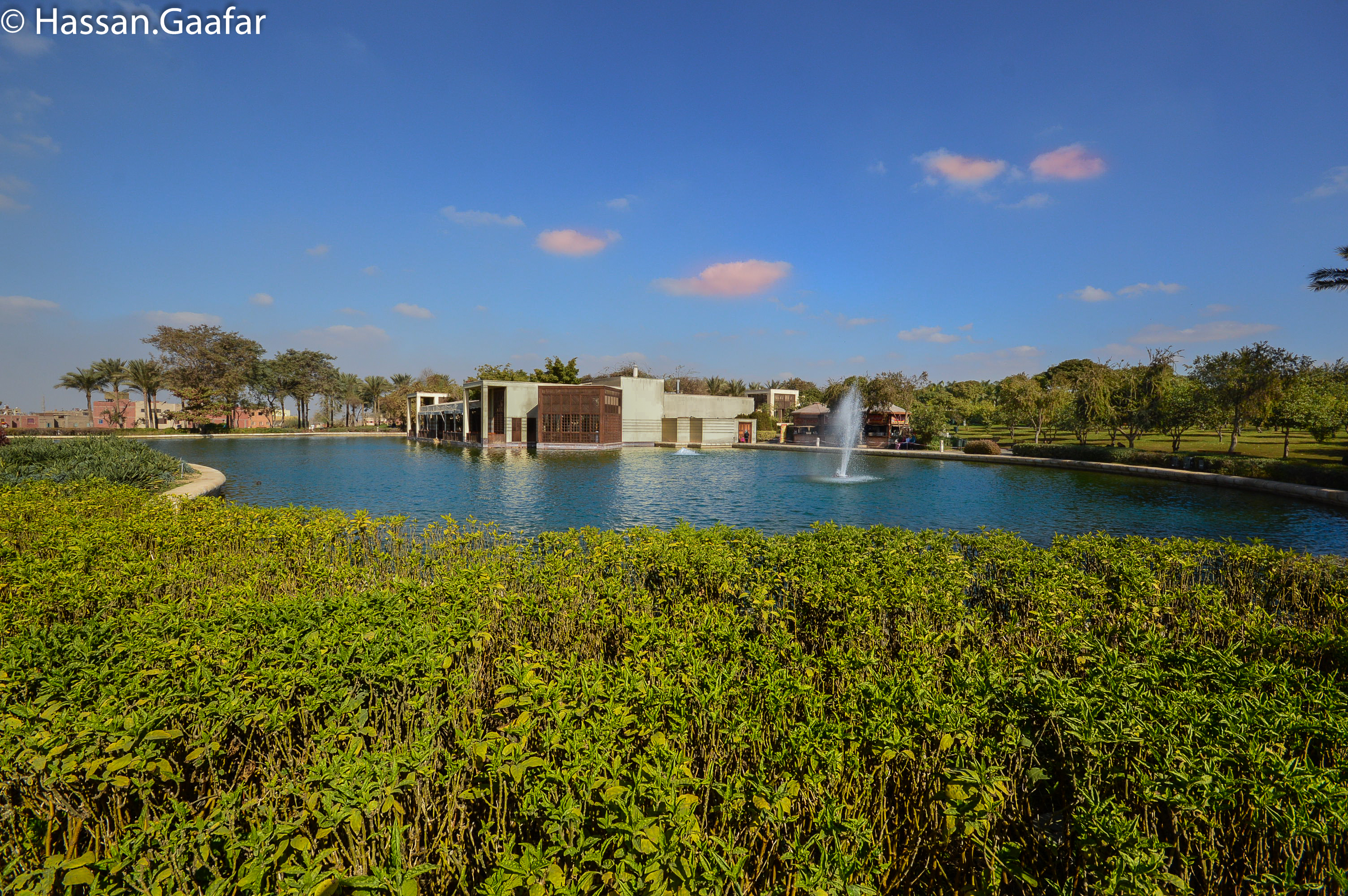
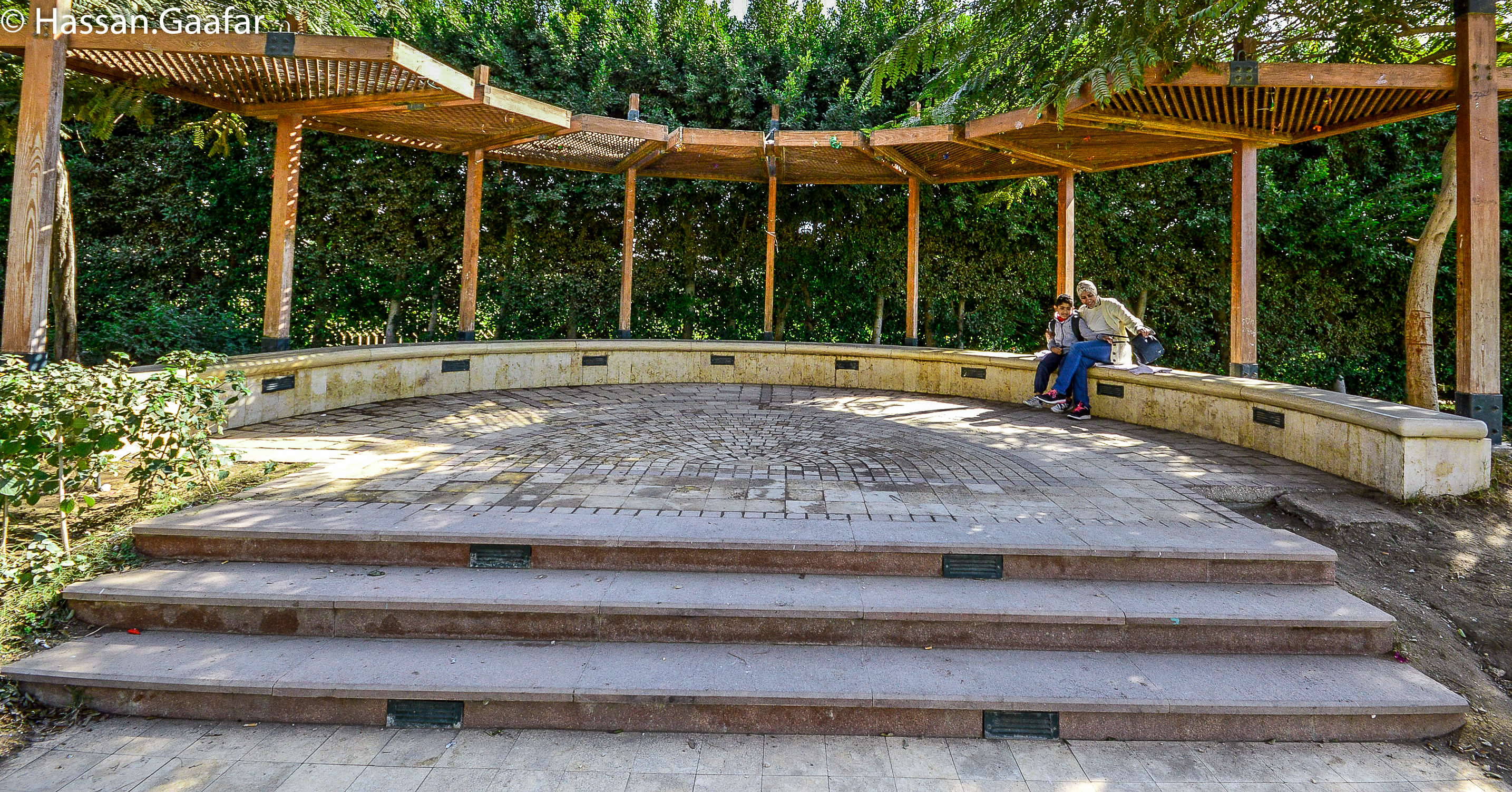
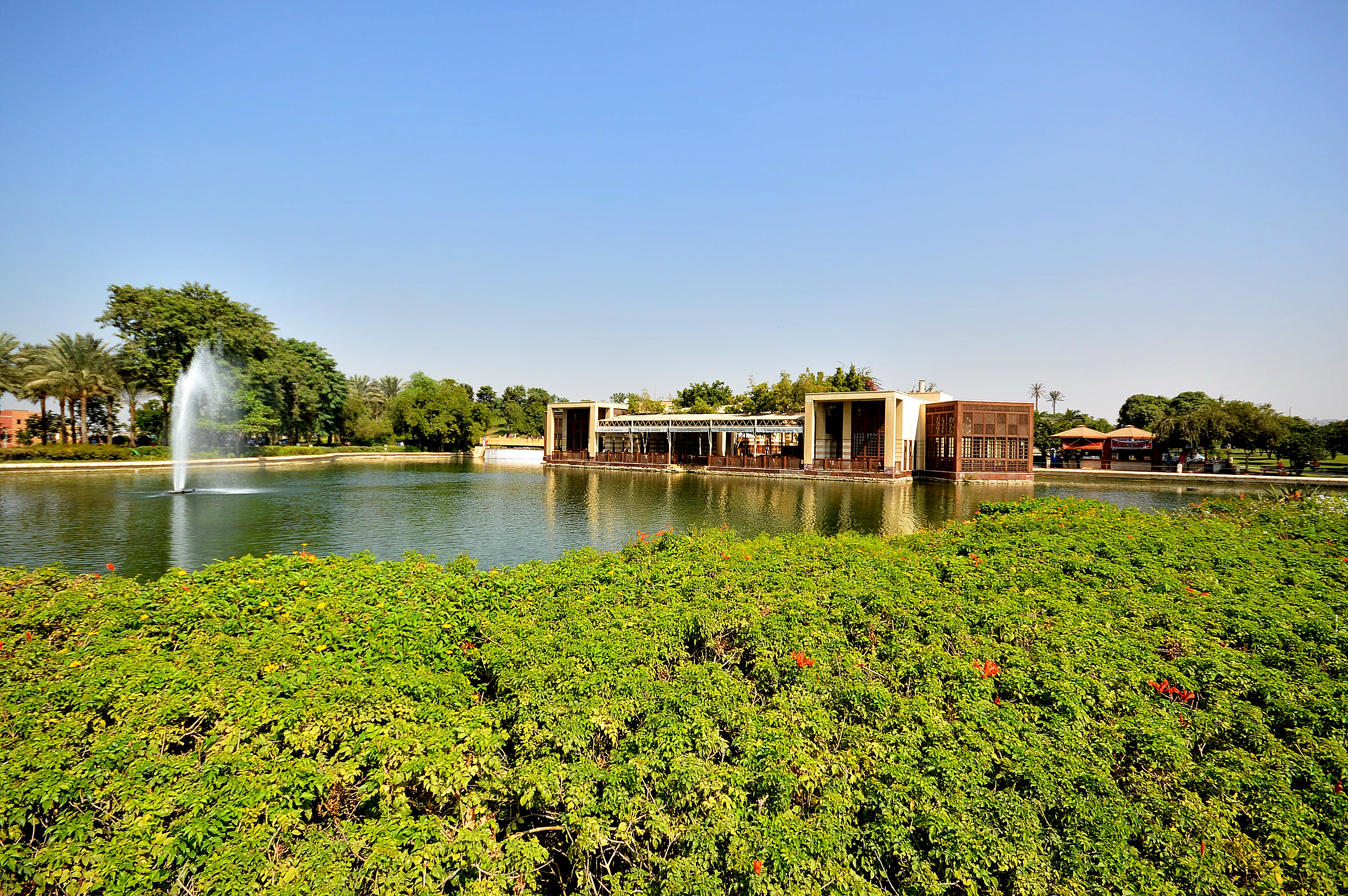
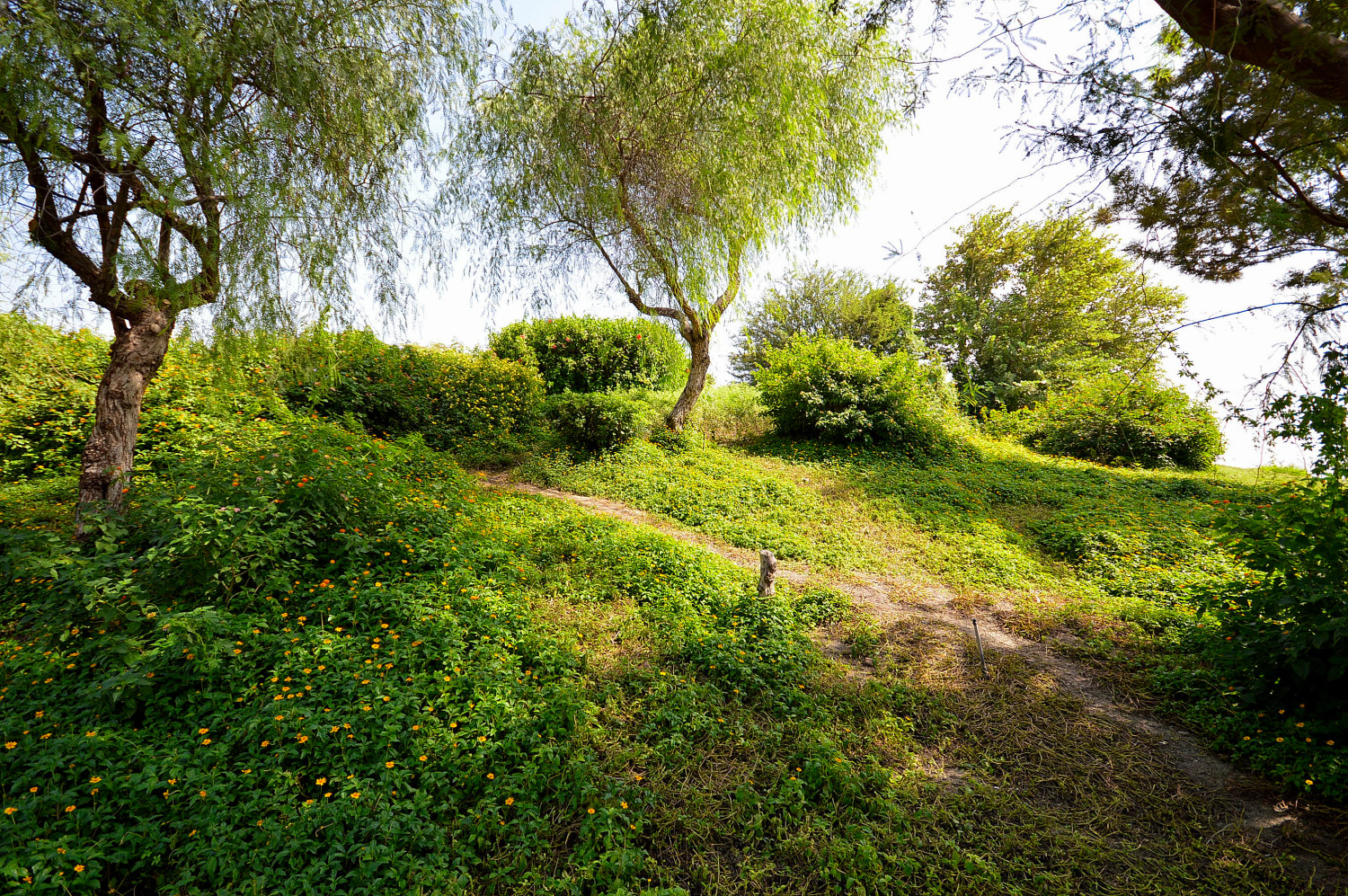
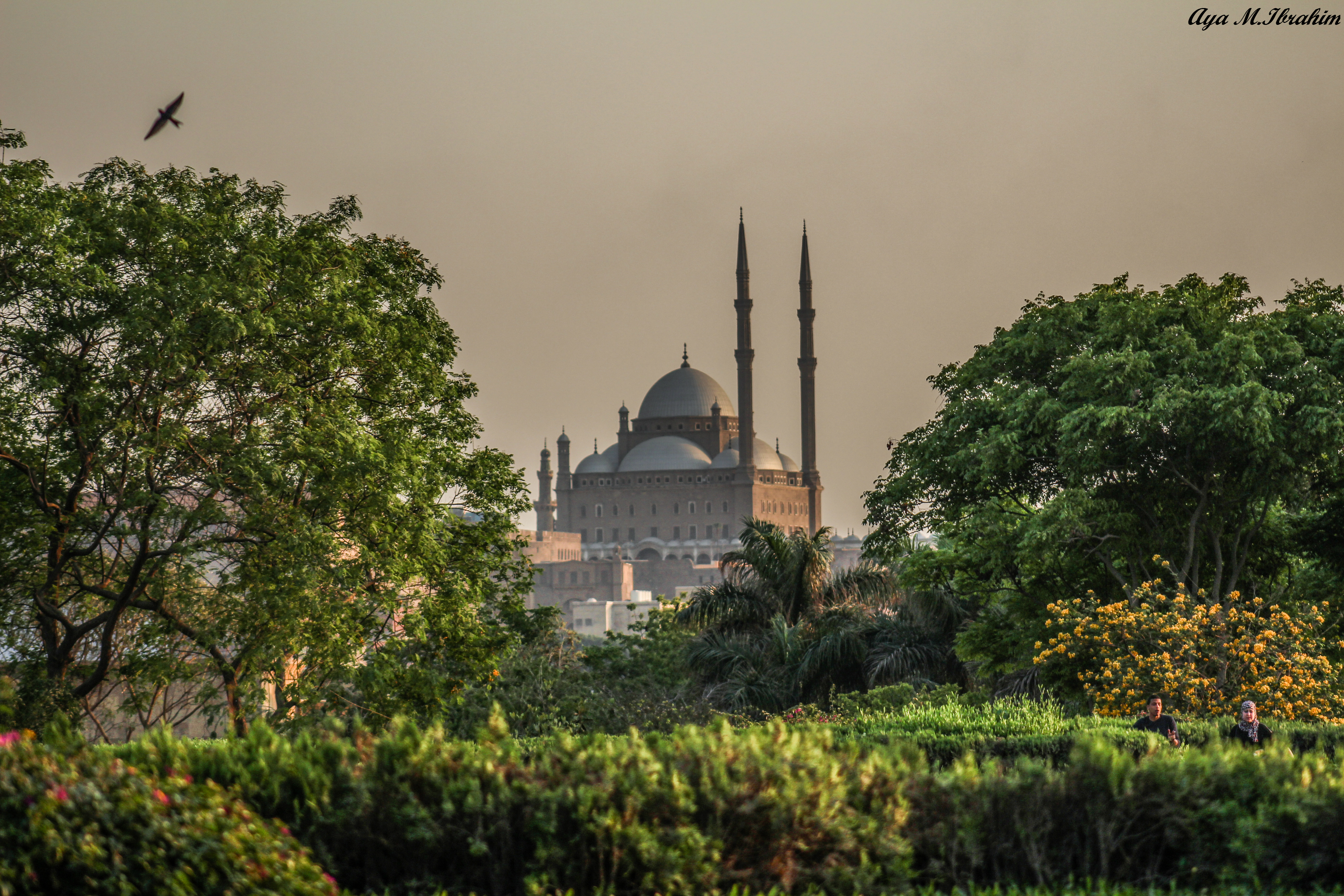

## الجوائز والتقدير
- حديقة الأزهر مُدرجة ضمن 60 من أعظم الأماكن في العالم بواسطة Project for Public Spaces [4]